# Cordillera de los Andes
La cordillera de los Andes (en quechua: urqukuna 'las montañas' o Anti suyu urqukuna 'las montañas del Andesuyo') es una cordillera que ocupa la zona occidental de América del Sur, bordeando toda su costa en el océano Pacífico. Tiene una longitud de 8500 kilómetros, por lo que es la cordillera continental más larga de la Tierra. Nace en el extremo sur, en Tierra del Fuego, atravesando de sur a norte los territorios de Argentina, Chile, Bolivia, Perú, Ecuador, Colombia y el occidente de Venezuela. Tiene un ancho variable de entre 250 y 750 km. Ocupa una superficie aproximada de 2 870 000 km². Su altitud media está entre 3000 y 4000 m s. n. m., alberga los volcanes más altos del planeta y su punto más alto es el Aconcagua, cuyos 6962 m s. n. m. hacen de esta montaña la más alta del planeta fuera de Asia. Por su importante actividad volcánica forma parte del cinturón de fuego del Pacífico.
En la zona central, los Andes se ensanchan, dando lugar a las mesetas elevadas del altiplano y la puna, compartidas por Argentina, Bolivia, Chile y Perú. Desde el altiplano central hacia el norte del Perú y en Ecuador, se vuelve angosta nuevamente. En Colombia se vuelve ancha al dividirse en tres ramales, Cordillera Occidental, Cordillera Central y Cordillera Oriental. Esta última continúa hacia el noroeste, entrando en Venezuela, convirtiéndose en la Cordillera de Mérida. Desde el altiplano hacia el sur, la cordillera tiene dirección general norte-sur, zona en la que se hallan las montañas más altas. En el extremo austral, se curva y toma dirección oeste-este y se hunde en el océano Atlántico al oeste de la isla de los Estados.
Se formó al final de la era mesozoica, a finales del Cretácico tardío, por el movimiento de la convergencia de la placa de Nazca debajo de la placa sudamericana. En la configuración de su relieve han tenido más importancia los movimientos sísmicos y la actividad volcánica posteriores que los agentes erosivos externos. En la morfología actual se encuentran elevadas cordilleras, junto con extensos altiplanos y profundos valles longitudinales paralelos a los grandes ejes montañosos. Los valles transversales son escasos, salvo en los Andes argentinos-chilenos.
Muchos de los principales depósitos de minerales metálicos del mundo están asociados con bordes de placas convergentes, como los Andes o las montañas Rocosas.[cita requerida]

## Etimología

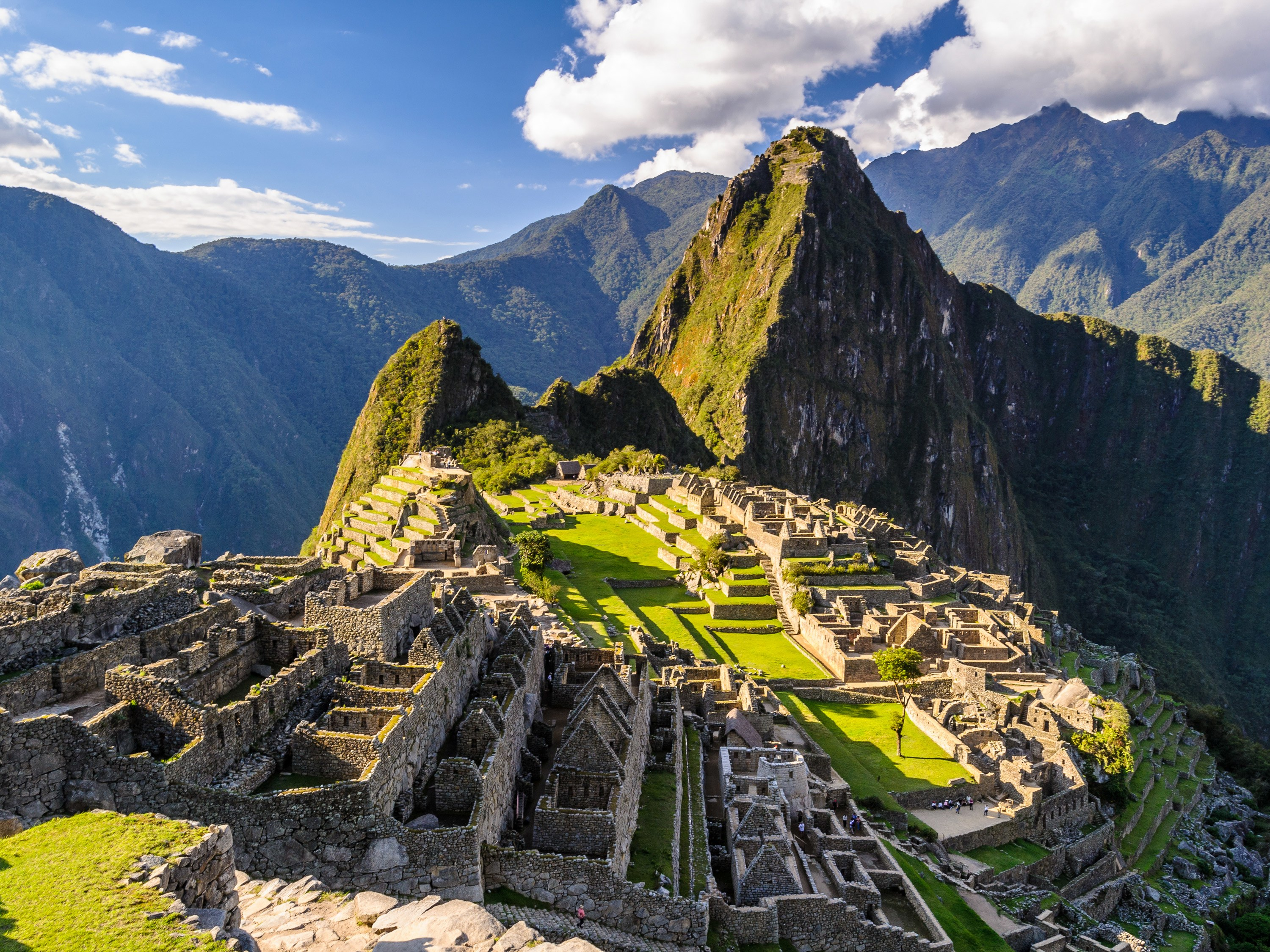
Machu Picchu, antiguo poblado incaico en los Andes centrales.

El nombre Ande(s) aparece tempranamente en las crónicas para referir a la cadena montañosa y lo hace también en el segundo diccionario quechua de 1586. Este uso deriva probablemente de manera directa del nombre de uno de los suyos o grandes parcialidades del Imperio incaico, el Andesuyo o Antisuyu (que significa literalmente 'región de los antis'). Respecto de este último nombre, explica el Inca Garcilaso de la Vega en sus Comentarios reales lo siguiente:

Los reyes Incas dividieron su imperio en cuatro partes que llamaron Tihuantin-Suyu, que quiere decir “Las cuatro partes del mundo” conforme a las cuatro partes principales del cielo: oriente, poniente, septentrión y mediodía. Pusieron a la parte oriente Antisuyu, por una provincia llamada Anti que está al oriente, por la cual también llaman Anti a toda aquella cordillera de sierra nevada que pasa a oriente del Perú.
Inca Garcilaso de la Vega

Una propuesta etimológica extendida atribuye el nombre del Antisuyo a un término geográfico quechua anti, que hoy en día significa 'oriente, punto cardinal por donde sale el sol'. Es más probable, sin embargo, que el significado como punto cardinal se derive del nombre de la región geográfica y no al revés. El sentido de 'oriente' no aparece en ninguna de los vocabularios quechuas tempranos. De hecho, anti y anteruna aparecen en el diccionario del jesuita Diego González Holguín apenas definidos como 'habitante de los Andes'. Es probable, entonces, que Andesuyo ~ Antisuyo deriven de un topónimo o del nombre del grupo étnico anti (lo que a su vez requiere ser explicado etimológicamente).
La relación entre las palabras de pronunciación similar anti (pronunciado [antɪ] o [andɪ]) y anta [anta ~ anda], que significa 'cobre', es, por otra parte, muy dudosa. Como anotó el filólogo alemán Johann Karl Eduard Buschmann, el quechua mantiene la a final en palabras compuestas, como en Antamarka ('provincia del cobre').
La forma castellana, con letra d, revela que el préstamo se tomó de alguna variedad que presentaba el fenómeno de sonorización de oclusivas tras una consonante nasal (probablemente de la antigua variedad quechua chinchaysuya, el dialecto utilizado como lengua general en la época incaica), tal como ocurrió con otros quechuismos escritos hoy cóndor, tambo o pongo. Todos esos términos se pronuncian todavía en las variedades surandinas con oclusivas sordas: anti, kuntur, tampu, punku. La tradición garcilasiana, que suele restringirse a en sus étimos al quechua cuzqueño, ha atribuido incorrectamente esas sonorizaciones a una supuesta «corrupción» de los oyentes españoles, cuando en realidad se trata de un fenómeno plenamente quechua.

## Geología

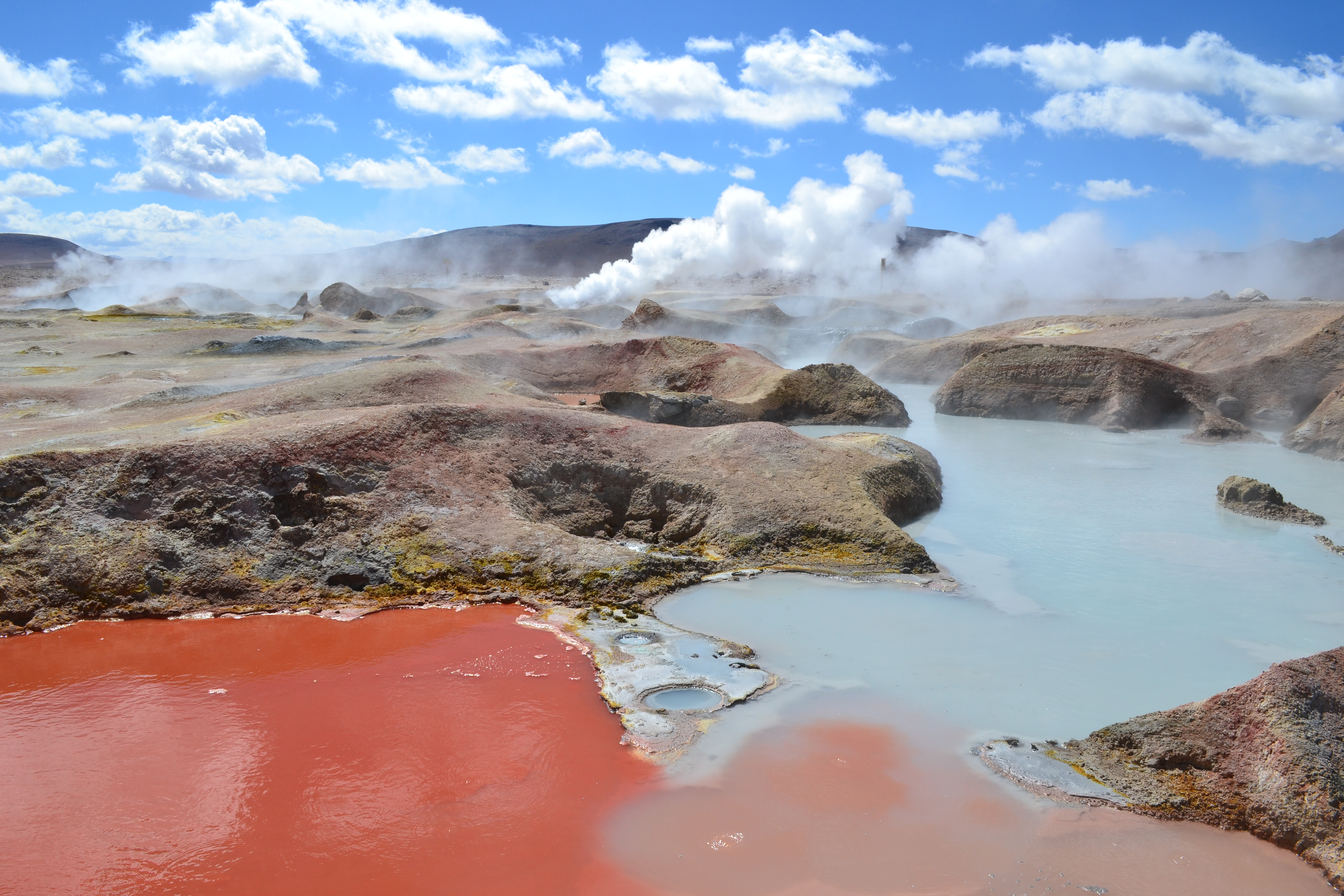
El Sol de Mañana, ubicado al suroeste de Bolivia, es un área de intensa actividad volcánica incluyendo fumarolas y géiseres.

La capa sólida superficial de la Tierra, llamada litósfera, está dividida en fragmentos relativamente rígidos, llamadas placas tectónicas, que se mueven sobre la astenosfera, una zona relativamente plástica. Existen 15 grandes placas y más de 40 micro placas. Las placas incluyen una capa superior llamada corteza la que puede ser corteza oceánica o continental y así las placas pueden clasificarse en placas oceánicas y mixtas. La cordillera de los Andes se origina por la interacción de la placa de Nazca con la parte continental de la placa sudamericana. En la región central de los Andes, se encuentra el Oroclinal de Bolivia, una curvatura prominente que resulta de estas interacciones tectónicas. En sus zonas norte y sur, también participan en el proceso las placas de Cocos, Antártica y la microplaca de los Andes del norte.

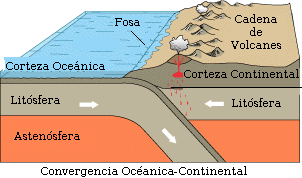
Perfil simplificado de la situación actual a lo largo de gran parte de los Andes

Los límites entre placas pueden clasificarse según el tipo de movimiento relativo entre ellas. Pueden ser divergentes, convergentes o de fricción. La formación de montañas continentales, proceso llamado orogénesis, así como los terremotos, tienen lugar en los límites convergentes. En estos pueden darse procesos de subducción o colisión. Los procesos de colisión tiene lugar cuando dos masa continentales se acercan entre sí. El proceso de subducción ocurre cuando una de las placas se pliega, hacia el interior de la Tierra, y se introduce bajo la otra. Los Andes se han levantado por la subducción de placas oceánicas por debajo de la placa Sudamericana. Las placas que actualmente son subducidas son la de Cocos, Nazca y la Antártica. La subducción de las placas de Nazca tiene una velocidad de 7-9 cm/año y la de la Antártica, de 2 cm/año. Los procesos de subducción incluyen la generación de una fosa oceánica que en el caso de los Andes es la fosa de Perú-Chile o de Atacama. 
La cordillera de los Andes posee actividad volcánica que están asociados a un ángulo de convergencia de las placas oceánicas mayor a 25° y a la fusión parcial de la cuña del manto que suele ocurrir en zonas de subducción.
El margen occidental de Sudamérica había sido escenario de varias orogenias en distintas eras geológicas. Pero el proceso principal por el cual la cordillera ha legado a su configuración actual, denominado orogenia andina viene actuando desde el Jurásico hasta el presente. Con importantes periodos de reorganización en el Cretácico (hace 90 millones de años) y el Oligoceno (30 Ma).
En los Andes peruanos y patagónicos, gran parte de los macizos corresponden a batolitos de tonalita, granito, diorita y granodiorita que corresponden a antiguas cámaras magmáticas que han sido dejadas al descubierto por una combinación de alzamiento tectónico y erosión. Las batolitos más grandes son el Batolito Costero Peruano y el Batolito Patagónico.

## Glaciares y balance de masa
Los glaciares andinos se encuentran entre los que se reducen más rápidamente en el planeta y son uno de los mayores contribuyentes al aumento del nivel del mar fuera de las capas de hielo polares. Además, representan un recurso hídrico crucial para millones de personas en zonas tropicales y semiáridas, especialmente durante las épocas de sequía.

### Variaciones regionales y aceleración del deshielo
La pérdida de hielo no es uniforme en toda la cordillera. Las tasas más intensas se registraron en las siguientes zonas clave:
- Patagonia: Esta región, que alberga los campos de hielo más grandes del hemisferio sur fuera de la Antártida, experimentó la pérdida más severa, con un adelgazamiento promedio de -0.86 m e.a. por año en la Patagonia Sur.
- Andes tropicales: Incluye los glaciares de Colombia, Ecuador, Perú y Bolivia. Mostraron una pérdida significativa de -0.42 m e.a. por año.
- Andes Desérticos y Andes centrales: En contraste, estas zonas experimentaron una pérdida más moderada, especialmente los Andes Desérticos con -0.12 m e.a. por año.

Uno de los hallazgos más significativos fue la aceleración del deshielo a partir de 2009. Mientras que entre 2000 y 2009 los glaciares de los Andes Desérticos y Centrales se mantuvieron relativamente estables, después de 2009 pasaron a un estado de pérdida de masa fuertemente negativa. Este cambio coincide con la megasequía que ha afectado a Chile central y Argentina desde 2010, lo que sugiere que el derretimiento de los glaciares ha actuado como un amortiguador, mitigando parcialmente los impactos hidrológicos de la sequía al aportar agua a los ríos.
La siguiente tabla, adaptada del estudio de Dussaillant et al. (2019), detalla el balance de masa para las diferentes subregiones de los Andes durante el periodo 2000-2018.
| Región                                                                                  | Área glaciar total (km²) | Área glaciar medida (%) | Balance de masa (m e.a. año⁻¹) | Balance de masa (Gt año⁻¹) |
| --------------------------------------------------------------------------------------- | ------------------------ | ----------------------- | ------------------------------ | -------------------------- |
| Trópicos Internos                                                                       | 174                      | 80                      | -0.37 ± 0.25                   | -0.1 ± 0.0                 |
| Trópicos Externos                                                                       | 1967                     | 94                      | -0.42 ± 0.23                   | -0.9 ± 0.5                 |
| Andes Desérticos                                                                        | 387                      | 97                      | -0.12 ± 0.17                   | -0.1 ± 0.1                 |
| Andes Centrales                                                                         | 1795                     | 97                      | -0.31 ± 0.19                   | -0.6 ± 0.3                 |
| Patagonia Norte                                                                         | 1753                     | 96                      | -0.57 ± 0.22                   | -1.0 ± 0.4                 |
| Patagonia Sur                                                                           | 21 362                   | 70                      | -0.86 ± 0.27                   | -18.3 ± 5.7                |
| Andes Fueguinos                                                                         | 4053                     | 62                      | -0.48 ± 0.27                   | -1.9 ± 1.1                 |
| Andes Totales                                                                           | 31 631                   | 74                      | -0.72 ± 0.22                   | -22.9 ± 5.9                |
| m e.a. año⁻¹ = Metros de Equivalente en Agua por Año. Gt año⁻¹ = Gigatoneladas por Año. |                          |                         |                                |                            |

## Zonificación
A lo largo de su gran longitud, la cordillera de los Andes puede dividirse en sectores o zonas. Existen diversas zonificaciones de escala continental de acuerdo con diversos criterios que intentan transcender las divisiones político-administrativas, según la cual se suele hablar de Andes venezolanos, colombianos, ecuatorianos, etc. 

### Geológica
En 1973, el geólogo Augusto Gansser propuso una división, hoy considerada clásica, que tiene en cuenta la relación de las placas tectónicas oceánicas con el continente.

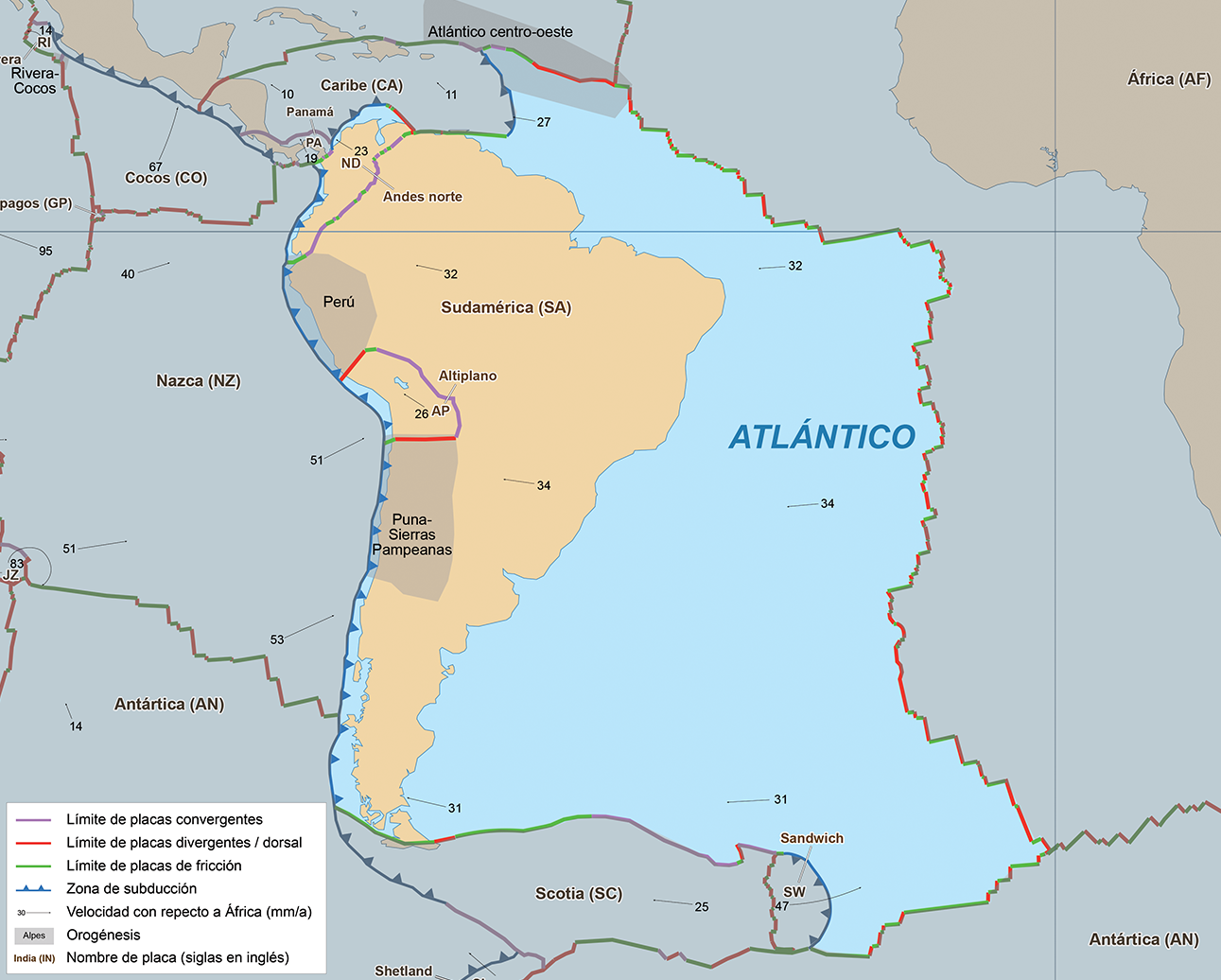
Placa tectónica de Sudamérica

- Andes del norte o septentrionales: se desarrollan desde su extremo norte hasta el golfo de Guayaquil (4.º S) en Ecuador donde la dorsal de Carnegie toca el continente. En esta zona se encuentran los Andes venezolanos, colombianos y ecuatorianos. Presentan una ordenación de montañas en forma de abanico o de haz. Este segmento es el resultado de la compleja interacción entre las placas tectónicas Nazca, Caribe y Suramérica y elementos litosféricos discretos como el Bloque Panamá-Choco y el Bloque Norandino[20][21] que, según otros autores, constituyen sendas placas menores llamadas placa de Panamá y placa de los Andes del norte.
- Andes centrales: se desarrollan entre el golfo de Guayaquil y el golfo de Penas (46° 30′), Chile. En esta zona se encuentran los Andes peruanos, bolivianos y gran parte de los argentino-chilenos. Esta zona es bordeada por la placa de Nazca la cual resulta subdividida por la dorsal de Nazca que es una dorsal volcánicamente inactiva (asísmica).[22] En esta zona la Cordillera Occidental y la Cordillera Oriental bordean las mesetas del 'Altiplano' y 'Puna'. Es la zona de mayor longitud y suele subdividirse en sectores norte, centro y sur.[23][24] Los Andes centrales incluyen, un segmento peruano que se extiende de noroeste a sureste llamado los Andes Centrales del Norte, y la una parte de los Andes de Chile y Argentina con dirección norte-sur llamada los Andes Centrales del Sur.[25]
- Andes del sur o australes: se desarrollan al sur del golfo de Penas, donde la dorsal de Chile toca el continente constituyendo el punto triple de Aysén o de Chile, donde se encuentran las placas Sudamericana con las de Nazca y la Antártica.[26]

Los Andes Septentrionales y Australes tienen menos de 150 km de ancho y menos de 2500 m de altitud promedio, mientras que los Andes Centrales alcanzan un ancho promedio de 800 km y altitudes mayores.
Tanto los Andes septentrionales como los australes son llamados también Andes de tipo colisional, por haberse formado por la abducción de la corteza oceánica. Los Andes centrales corresponden a los llamados Andes de tipo andino, desarrollados por la subducción de la corteza marina.
Otra criterio para establecer una zonificación la actividad volcánica. De acuerdo con este criterio, la cordillera de los Andes se divide en cuatro segmentos de actividad:

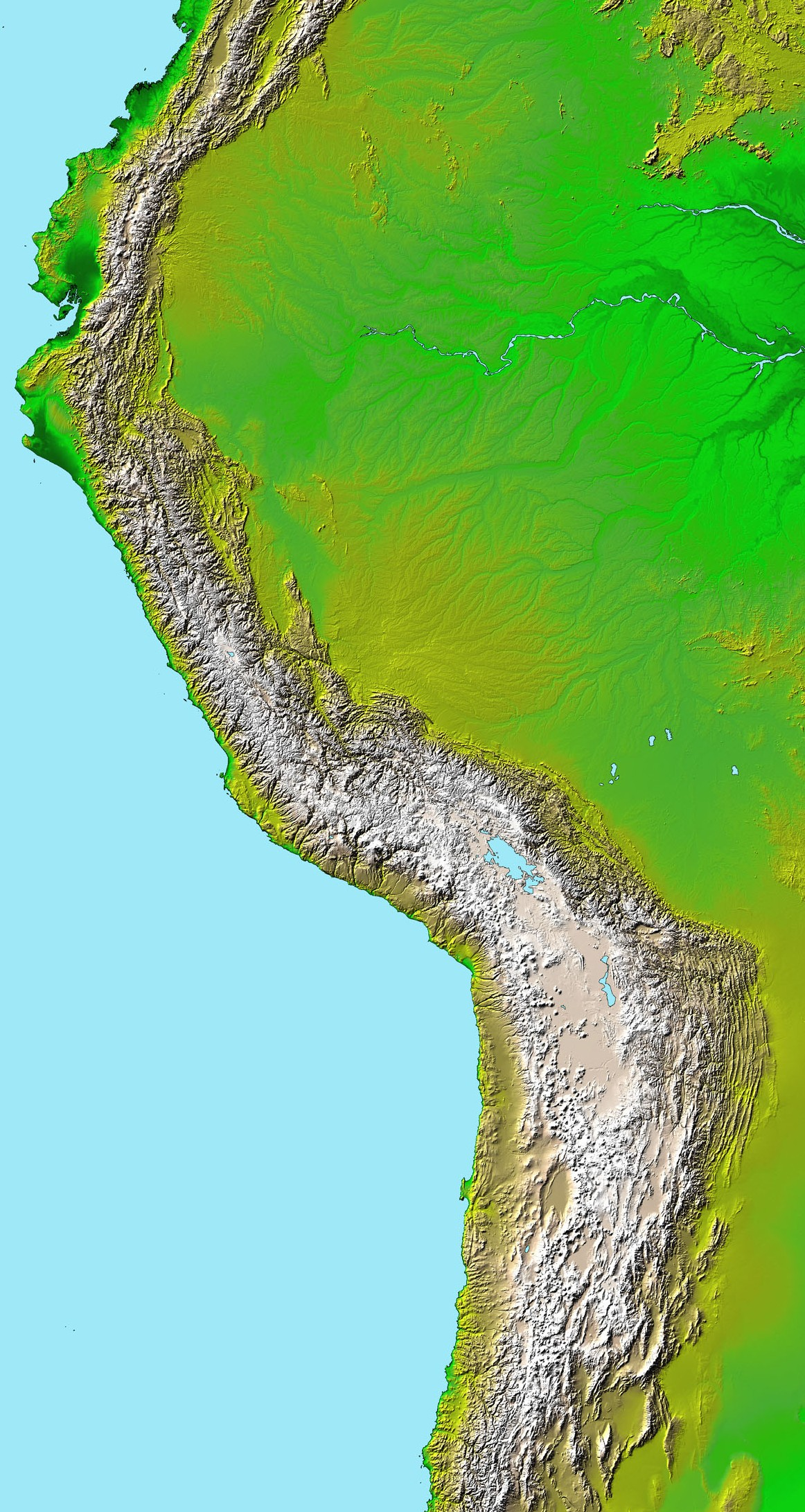
Mapa topográfico satelital de la NASA de gran parte de la cordillera de los Andes

- Zona volcánica norte: (5°N - 2°S) entre la latitud de Bogotá y la del golfo de Guayaquil.
- Zona volcánica central: (14° - 27°) entre la latitud del lago Titicaca y el límite sur del desierto de Atacama.
- Zona volcánica sur (33° - 46°) entre las latitudes de Santiago de Chile hasta la latitud del golfo de Penas.
- Zona volcánica austral (49° - 55°) al sur del golfo de Penas.

Entre ellas hay zonas sin vulcanismo, que se relacionan con un ángulo de convergencia menor a 10° constituyendo 3 zonas de subducción horizontal o sub-horizontal y una brecha de inactividad Estas son, de norte a sur:
- De Bucaramanga
- Peruana
- Pampeana
- Brecha Patagónica

En 2003, A. Tassara y G. Yáñez, basándose en el espesor elástico de la litosfera, propone un división de cuatro segmentos:
- Andes del norte: hasta una latitud de 15°S, incluyendo el norte del Perú
- Andes centrales (15-33,5°S), que contiene los segmentos: Altiplano (15-23°S), Puna (23-28°S) y Cordillera Frontal (28-33,5°S);
- Andes del sur (33,5-47°S) contiene los segmentos: Cordillera Principal (33,5-39°S) y Cordillera patagónica (39-47°S).
- Andes australes (47-56°S)

### Morfológica y geográfica
Otros autores recuperan una zonificación diferente teniendo en cuenta los nudos orográficos, que son los puntos donde convergen varias cadenas de montañas y otros criterios geográficos.
- Andes septentrionales: se extienden desde la depresión de Barquisimeto-Carora en Venezuela hasta el nudo de Pasco o meseta de Bombón (10.º S) en Perú.
- Andes centrales: entre el nudo de Pasco y el nevado Tres Cruces (27° S) en límite entre Chile y Argentina.
- Andes meridionales: desde el nevado Tres Cruces hasta la isla de los Estados, al este de Tierra del Fuego.

Por su posición en las zonas geoastronómicas la cordillera puede dividirse en Andes tropicales y Andes extra-tropicales. Cruzando con la zonificación anterior, los Andes septentrionales y centrales son Andes tropicales, donde se desarrollan todos los pisos térmicos, que son los distintos tipos climáticos están relacionados principalmente con la altitud. Los Andes meridionales son Andes extra-tropicales.

### Andes septentrionales

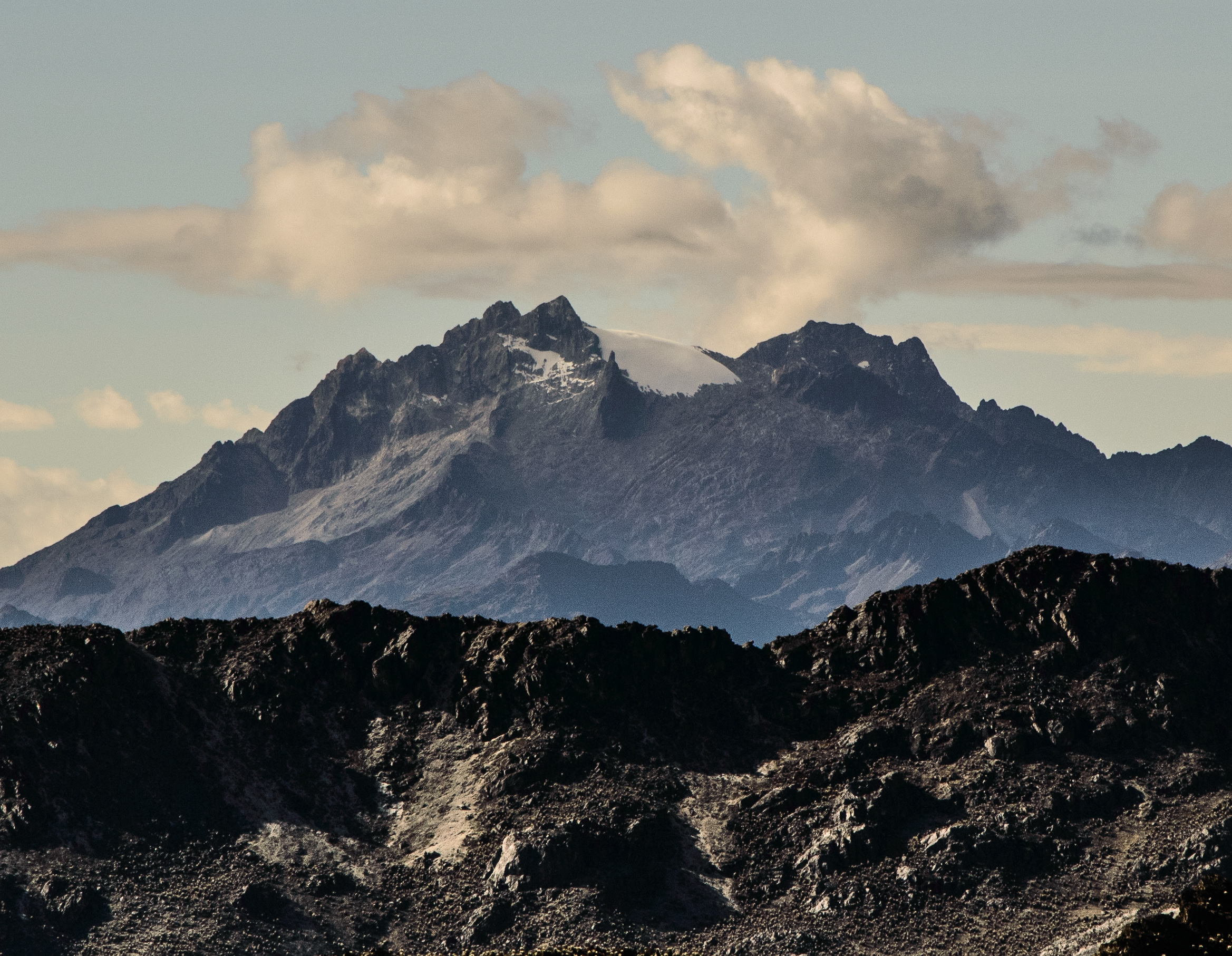
Pico Humboldt, Venezuela

Se caracterizan por tener cordones paralelos reunidos en nudos orográficos separados por profundos valles fluviales como en Colombia o encerrar altiplanicies como en Ecuador.
Al sur de Colombia, en la frontera con Ecuador, los Andes constituyen una sola cordillera con picos volcánicos de hasta 5000 m s. n. m.; hacia el norte, en el nudo de los Pastos, se divide rápidamente en dos cordilleras llamadas respectivamente Occidental y Central —de esta última se desprende la Oriental—. 

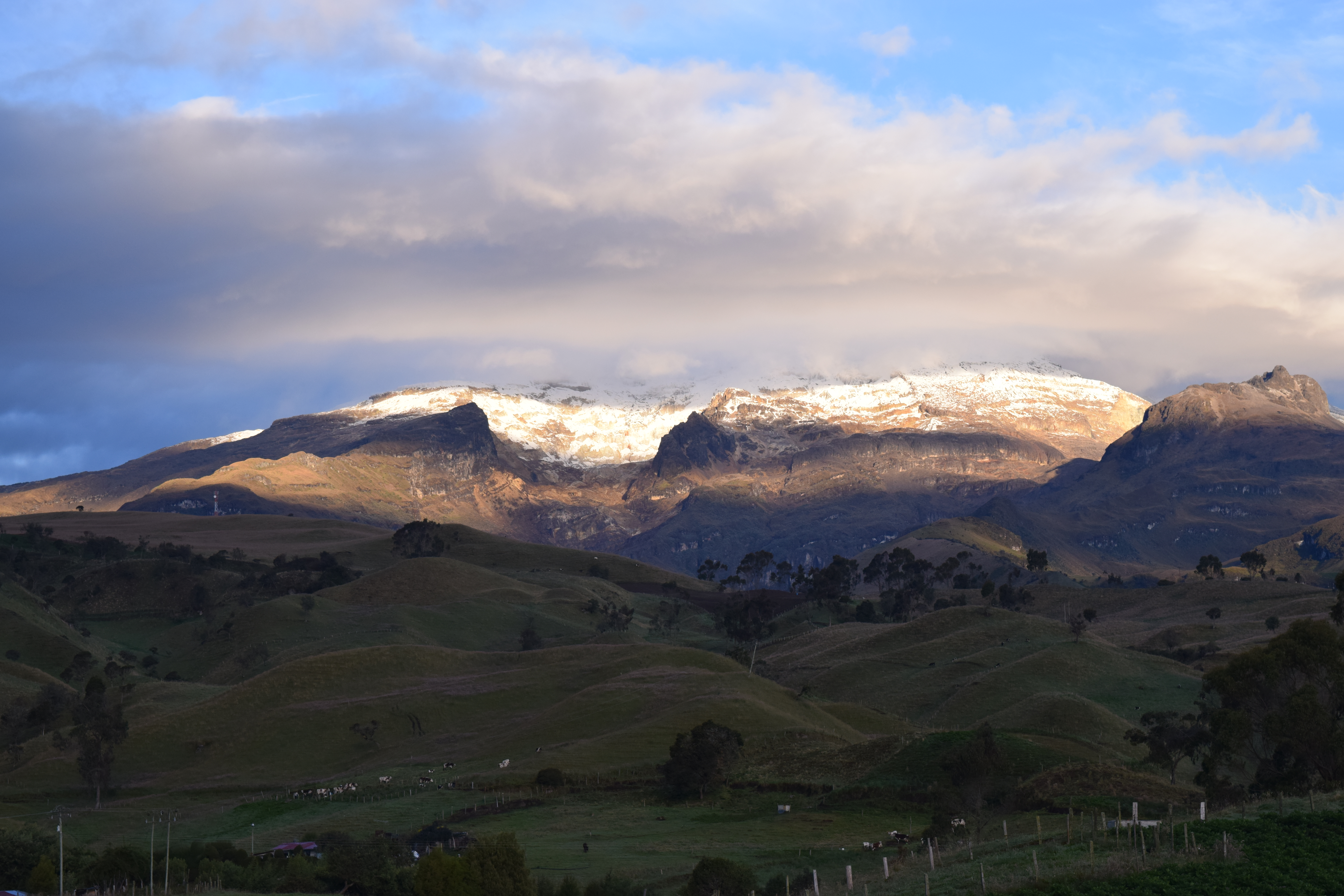
Nevado del Ruiz, Colombia

La cordillera Central está separada de la Occidental en una distancia promedio de 400 km por una falla geológica ocupada por el río Patía al sur y por el río Cauca al norte. La cordillera Oriental se separa gradualmente hacia el este, creando la cuenca del río más importante de Colombia, el Magdalena. Esta cordillera se extiende hacia el norte y en el departamento de Norte de Santander se subdivide en dos brazos. El brazo oriental penetra el territorio venezolano, donde adquiere el nombre de Cordillera de Mérida, cuyas continuaciones naturales dan paso a la formación Lara-Falcón y tienen una lejana relación con las serranías del Litoral Central (Caracas, Valencia y Maracay) y Oriental (Barcelona y Puerto La Cruz). La cordillera de Mérida es la cadena montañosa de mayor altitud en Venezuela, teniendo su máximo punto en el pico Bolívar (4978 m s. n. m.). Junto con la serranía del Perijá, compartida con Colombia, conforman el ramal venezolano de la cordillera de los Andes. La cordillera está compuesta por diversas serranías, siendo las más conocidas la Sierra Nevada de Mérida y la sierra La Culata, ambas localizadas en la zona media de la cordillera dentro del estado Mérida.

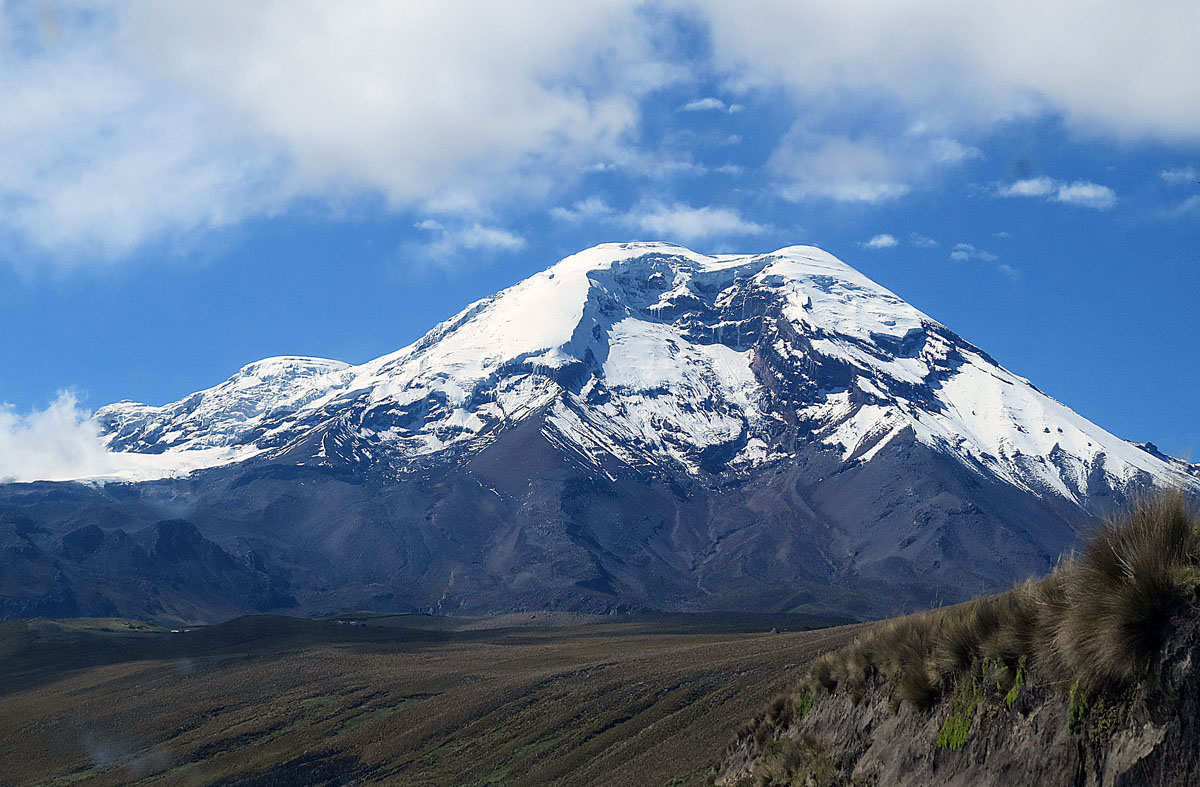
Volcán Chimborazo, Ecuador

La Cordillera de Mérida se ubica en la parte occidental de Venezuela abarcando los estados Táchira, Apure, Barinas, Mérida, Trujillo y Lara, teniendo su inicio en la depresión del Táchira en la frontera entre Colombia y Venezuela, extendiéndose por unos 425 kilómetros hasta la depresión de Barquisimeto-Carora en el estado Lara.
El brazo occidental, llamado serranía del Perijá, se desprende de esta hacia el norte formando la frontera natural colombo-venezolana y gradualmente va perdiendo altitud en la península de la Guajira, en el extremo norte de Colombia. En el Perijá se acerca a la Sierra Nevada de Santa Marta, un sistema montañoso aislado de los Andes, formando un valle surcado por el río Cesar.
Las tres cordilleras tienen picos principalmente de formación volcánica de más de 4000 m s. n. m. La Central y La Oriental tienen picos de más de 5000 m s. n. m. cubiertos de nieves permanentes. Muchos de estos volcanes son activos y han causado destrucción y muertes en el pasado debido a las explosiones de gas y ceniza, como también a las avalanchas de hielo y lodo. El occidente del país está sujeto a una mayor actividad telúrica lo que demuestra la inestabilidad de su naturaleza geológica. Al noroccidente de la cordillera Occidental aparece un sistema montañoso llamado serranía del Baudó, que continúa por el Darién girando al oeste hacia Panamá.
Desde la depresión de Huancabamba, camino hacia el sur, los ríos río Marañón y Santa conforman importantes divisiones, el cañón del Marañón y el callejón de Huaylas respectivamente, este último divide la cordillera Blanca de la Cordillera Negra. En dirección sur, la cordillera Occidental continúa a través de la cordillera Huayhuash y permite la formación de la meseta de Bombón, lo que orográficamente se denomina «nudo de Pasco».
Las ciudades importantes de los Andes septentrionales son Bogotá, Soacha, Medellín, Cali, Bucaramanga, Manizales, Pereira, Armenia, Popayán, Tunja, Cúcuta, Ibagué y Pasto en Colombia; Quito, Cuenca, Loja, Riobamba y Ambato en Ecuador; y Caracas, San Cristóbal, Mérida, Valera, Trujillo y Barquisimeto en Venezuela. 

### Andes centrales

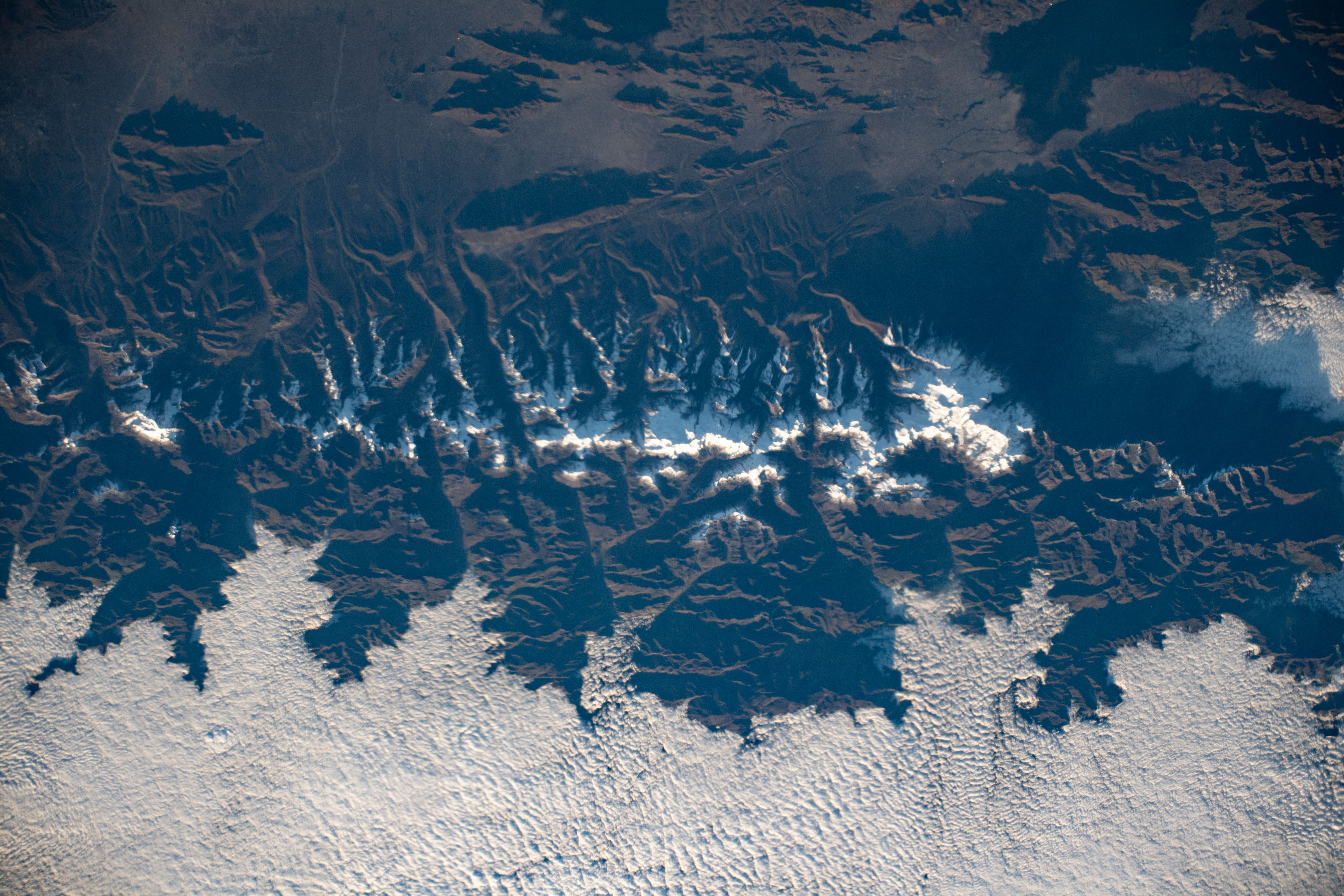
Imagen satelital de la Cordillera Blanca, Perú

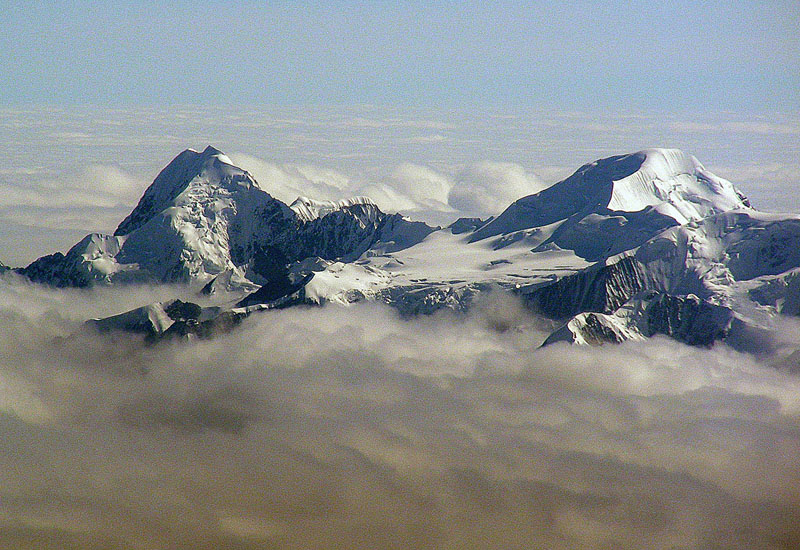
El Ancohuma y el nevado Illampu de la Cordillera Real, Bolivia

Los Andes Centrales se extienden desde el Perú hasta el nevado Tres Cruces, donde se ubica la frontera entre la Argentina y Chile. Es la zona de mayor ancho. Se caracterizan por ser continuos y elevados; no posee un solo paso de montaña por debajo de los 4000 m. La disposición de los cordones montañosos es de dos cordones separados por el 'altiplano andino'. La altitud máxima del tramo norte es el Huascarán (6768 m s. n. m.) y del tramo argentino-chileno, el nevado Ojos del Salado (6891 m s. n. m.).
A sur del Nudo de Pasco, los afluentes del río Apurímac conforman una región surcada por numerosos cañones aluviales. Al norte de la cuenca del Apurímac, el río Urubamba también forma un valle aluvial que se inicia en la zona de glaciares que delimitan la Meseta del Collao. Hacia el paralelo 15°S se inicia la Zona Volcánica Central en el Sara Sara. La ya mencionada Meseta del Collao, o simplemente el Altiplano, domina el paisaje al sur de los 15 °C para el sector central de los Andes. en esta altiplanicie se emplazan dos grandes lagos, el Titicaca y el Poopó, que conforman el sistema endorreico más extenso de Sudamérica. La población se concentra más en el altiplano y en la costa periandina como es el caso de la capital peruana, Lima, cuya área metropolitana llega hasta los 950 m s. n. m.
Entre las ciudades interandinas más importantes localizadas en este sector de la cordillera se encuentran Arequipa, Huamanga, Puno, Tacna, Cajamarca, Huancayo y Cuzco en Perú; y La Paz, Sucre, Tarija, Potosí, Cochabamba y Oruro en Bolivia.
La cordillera de los Andes bajo jurisdicción boliviana está ramificada en diversos sectores y forma las cordilleras Occidental o Volcánica y Oriental o Real, en medio de las cuales se encuentra el altiplano boliviano.
Hacia el paralelo 22°S aparece la Puna de Atacama dominando el occidente de la zona volcánica. El clima es árido frío y el bioma predominante es desértico en el altiplano y sus cordilleras. En los valles el clima es templado la mayor parte del año, cálido verano (20°- 35°) y frío en invierno (5°- 20°).

### Andes australes
También llamados meridionales o Andes del Sur, por su latitud se los denomina también Andes extratropicales. Está compuesta por las siguientes subregiones:
- Andes áridos: se extienden desde el cerro Tres Cruces hasta el Paso de Pino Hachado (38° 40′ S) Destacan por su aridez.[1] Aquí se encuentran grandes altitudes como el cerro Aconcagua (6960 m s. n. m.), el volcán Tupungato (6638 m s. n. m.) y el cerro Mercedario (6720 m s. n. m.) aunque la altitud promedio desciende. Los pasos son difíciles y escarpados. Al oeste se encuentra la depresión intermedia chilena, un valle longitudinal de entre 10 y 40 km de ancho, que separa los Andes de la Cordillera de la Costa, que apenas supera los 2000 m s. n. m. de altitud.

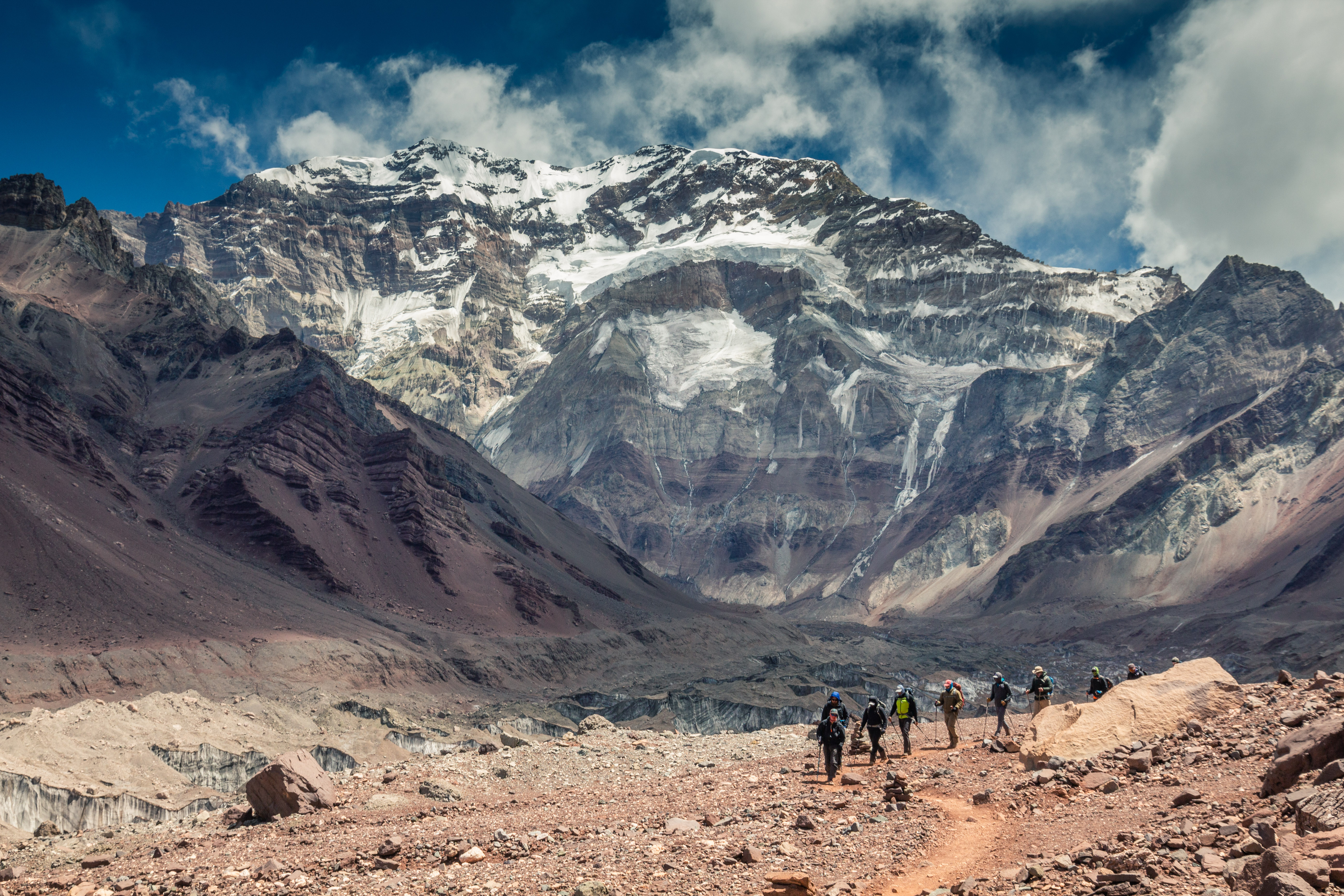
El Aconcagua, en los Andes australes, es la cima más alta de América

- Andes patagónicos: se extienden al sur del Paso de Pino Hachado. Aquí las altitudes descienden drásticamente debido en parte a la erosión glaciar y a la vez por la complejidad del proceso de subducción entre las placas de Nazca y Sudamericana, la primera penetra a mayor profundidad y en menor extensión, esto provocó un menor elevamiento respecto a zonas más septentrionales. Otra característica es la presencia de pasos, que permiten el ingreso de vientos húmedos del Pacífico y al desarrollo del bosque andino patagónico, y con ello el asentamiento de la población al pie de la cordillera. También se observa la presencia de geoformas producto de la acción glaciaria como lagos, circos glaciarios, morrenas y extensos campos de hielo de los que descienden varios glaciares.[1] Las cimas principales son el volcán Domuyo[cita requerida] (4707 m s. n. m.), volcán Lanín (3776 m s. n. m.) y el cerro Tronador (3554 m s. n. m.) y en la zona austral, el monte San Valentín (3910 m s. n. m.). En esta zona también destacan el monte Fitz Roy o cerro Chaltén (3375 m s. n. m.), el cerro Torre (3133 m s. n. m.), el cerro Paine Grande (3240 m s. n. m.) y las torres del Paine (3000 m s. n. m.) monumentales picos agudos que, han sido un gran desafío para el andinismo desde hace décadas. Aquí se encuentran dos grandes campos de hielo, el campo de hielo patagónico sur y norte. El primero de estos asociado al glaciar Perito Moreno visitado por centenas de miles de turistas anualmente. Más allá del estrecho de Magallanes, la cordillera continua en los Andes fueguinos que terminan en la isla de los Estados.

## Ciudades y asentamientos
La cordillera de los Andes forma un eje norte-sur de influencias culturales. Una larga serie de desarrollo cultural culminó con la expansión de la civilización incaica y el Imperio incaico en los Andes centrales durante el siglo XV. Los incas formaron esta civilización a través del militarismo imperialista y de una gestión gubernamental cuidadosa y meticulosa. El gobierno patrocinó la construcción de acueductos y carreteras además de instalaciones preexistentes. Algunas de estas construcciones todavía existen hoy. Devastados por enfermedades europeas a las que no tenían inmunidad y guerras civiles, los incas fueron derrotados en 1532 por una alianza compuesta por decenas de miles de aliados de naciones que habían subyugado (por ejemplo, Huancas, Chachapoyas, Cañaris) y un pequeño ejército de 180 españoles dirigido por Francisco Pizarro. Uno de los pocos sitios incas que los españoles nunca encontraron en su conquista fue Machu Picchu, que yacía escondido en un pico en el borde oriental de los Andes, donde descienden al Amazonas. Las principales lenguas supervivientes de los pueblos andinos son las de las familias lingüísticas quechua y aimara. Woodbine Parish y Joseph Barclay Pentland estudiaron gran parte de los Andes bolivianos entre 1826 y 1827.

### Ciudades
En la actualidad, las ciudades más grandes de los Andes son Bogotá, con una población de alrededor de once millones, Santiago, Medellín, Quito y Cali, respectivamente. 
La Paz, la sede del gobierno de Bolivia, es la metrópoli más alta del mundo, a una altitud de aproximadamente 3650 m s. n. m. Partes de la conurbación de La Paz, incluida la ciudad de El Alto, se extienden hasta 4200 m (13 780 pies).
Otras ciudades en o cerca de los Andes incluyen: Jujuy, Salta, Tucumán, Catamarca, La Rioja, San Juan, Mendoza, Neuquén y Bariloche en Argentina; Cochabamba, Oruro, Potosí, Sucre, Tarija en Bolivia; Calama, San Pedro de Atacama y Rancagua en Chile; Armenia, Cúcuta, Bucaramanga, Ibagué, Manizales, Neiva Popayán, Tunja, Soacha, Pereira y Pasto en Colombia; Ambato, Cuenca, Ibarra, Loja, Riobamba y Tulcán en Ecuador; Arequipa, Cajamarca, Cusco, Huancayo, Huánuco, Huaraz, Cerro de Pasco, Juliaca y Puno en Perú; y, Mérida, San Cristóbal y Trujillo en Venezuela. Las ciudades de Caracas, Valencia y Maracay se encuentran en la Cordillera de la Costa de Venezuela, que es una extensión preambular de los Andes en el extremo norte de América del Sur, pero no los Andes propiamente dicho.

Grandes ciudades en la cordillera de los Andes
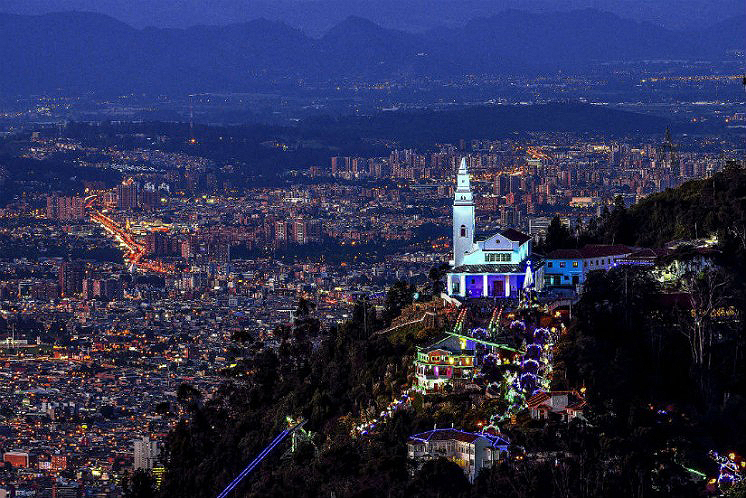
Bogotá, la ciudad más poblada en la cordillera
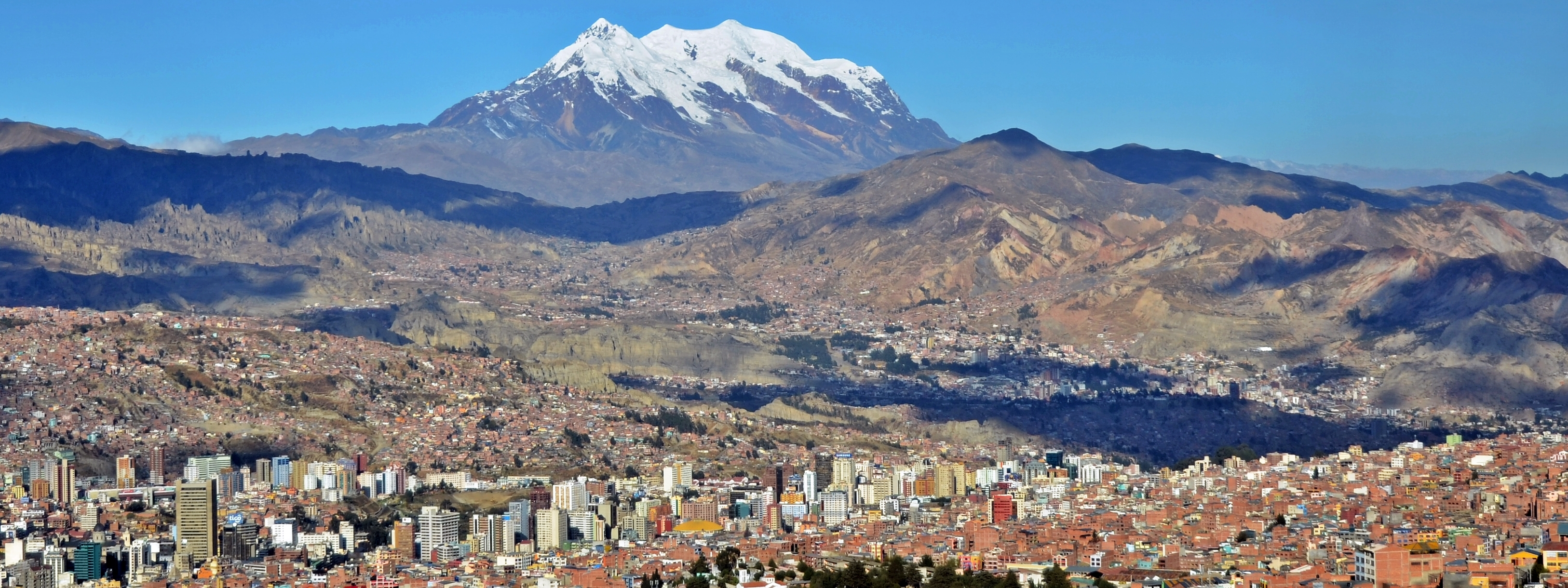
La Paz, la metrópoli más alta del mundo; el nevado Illimani al fondo
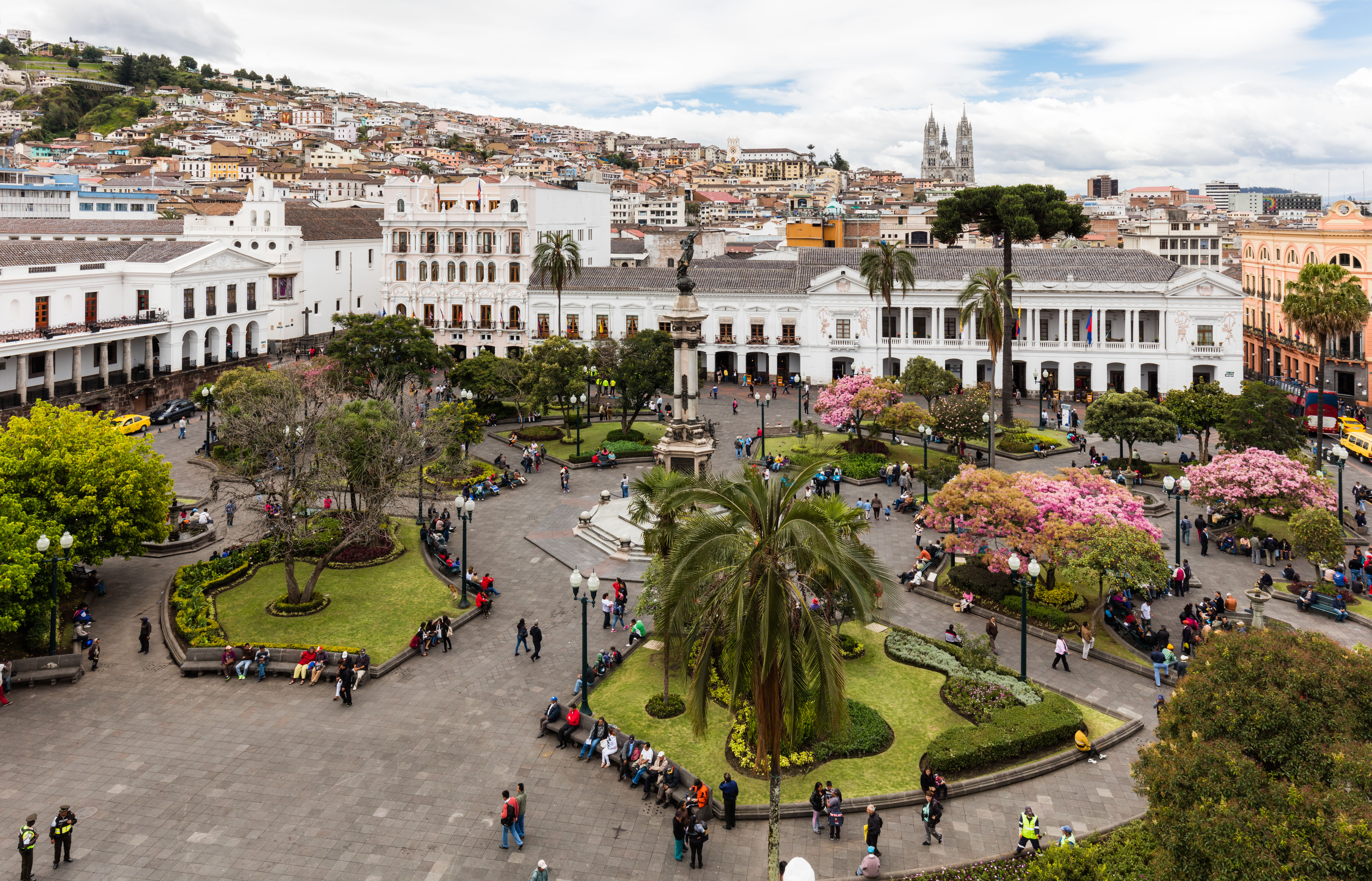
Quito, la segunda capital más alta del mundo
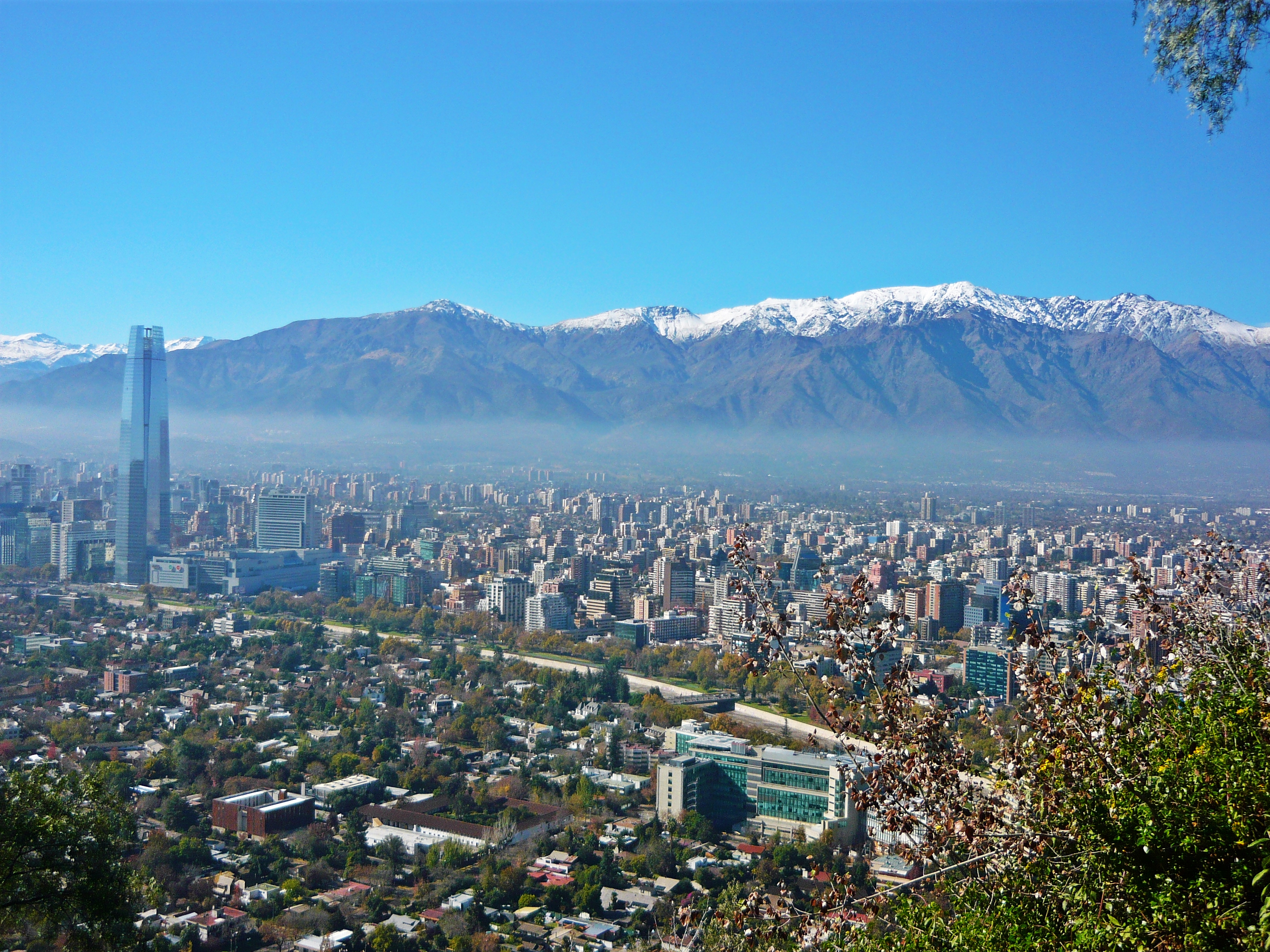
Santiago de Chile

### Deportes y recreación

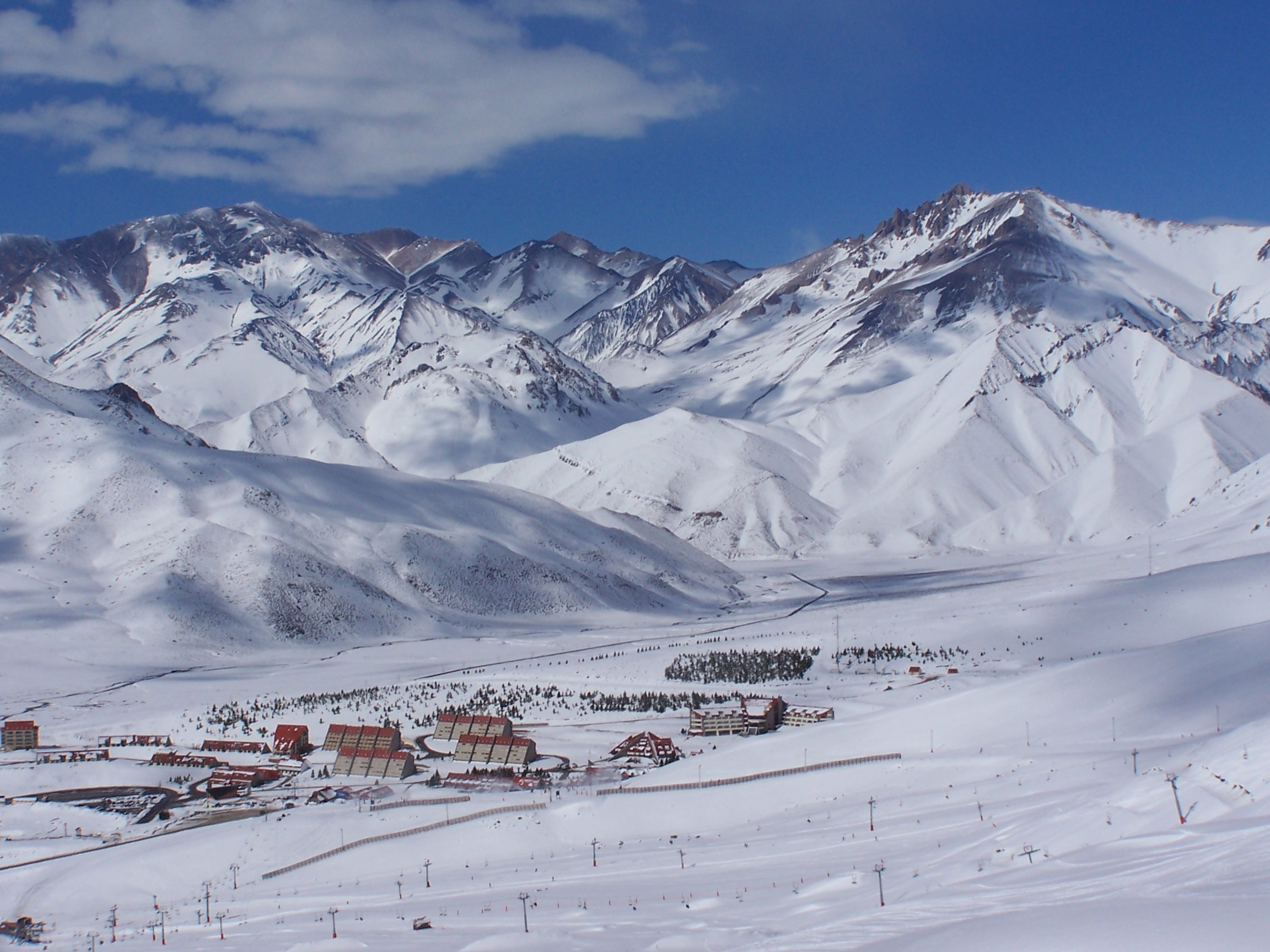
Las Leñas, Mendoza, Argentina, es uno de los centros de esquí y de snowboarding más importantes y populares de América del Sur

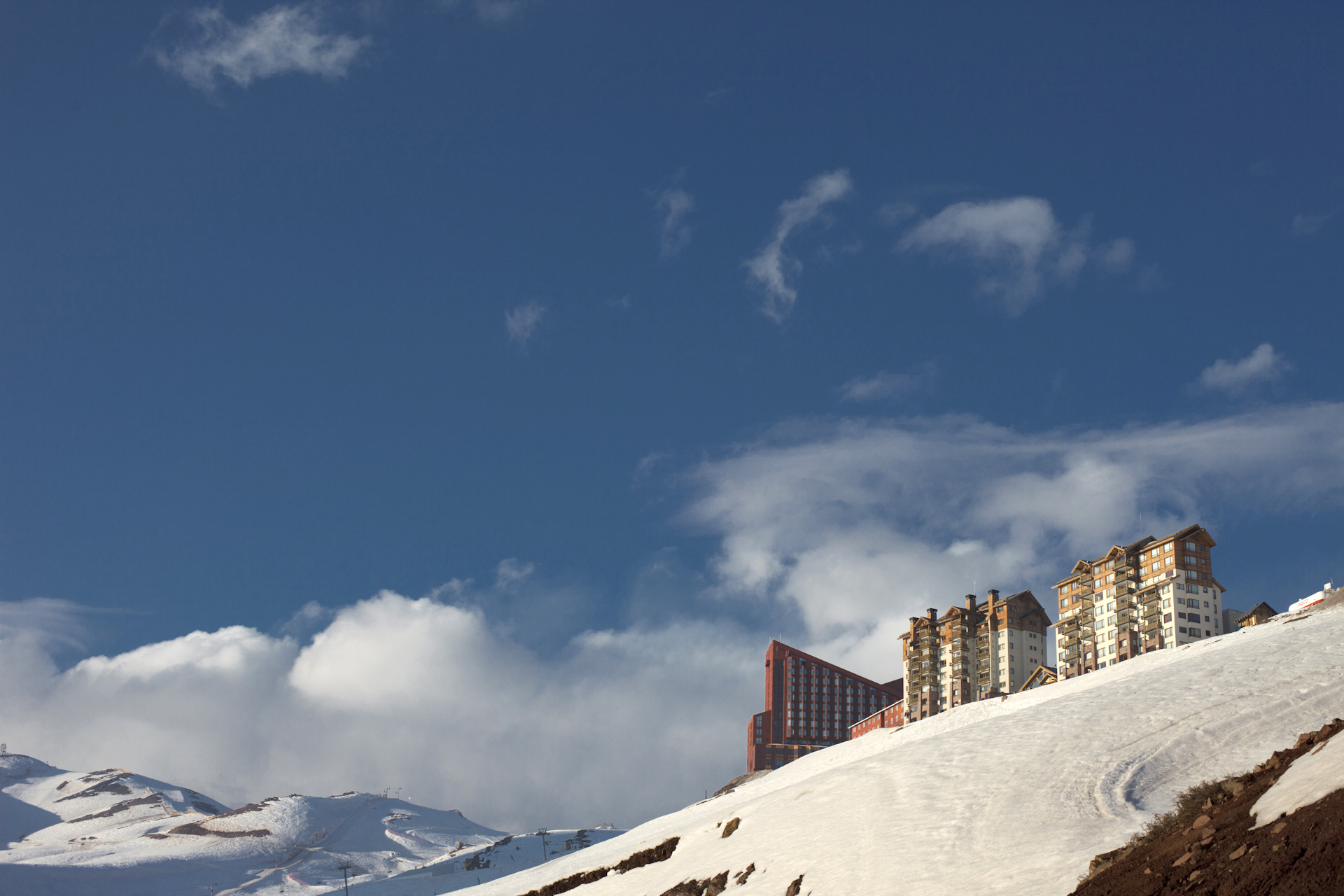
Valle Nevado, en Chile, posee una de las mayores áreas esquiables de Sudamérica

La cordillera de los Andes ha atraído al turismo en gran escala debido a las bellezas naturales de la región, las ruinas preincaicas e incaicas en Bolivia, Perú y Ecuador, y la posibilidad de acceder fácilmente a los glaciares en el sur de Argentina y Chile. Próximas a la cordillera se ubican ciudades como San Carlos de Bariloche o Colonia Suiza. Ushuaia posee paisajes contrastantes con los altos picos y el mar. En Venezuela, se encuentra el teleférico de Mérida, siendo este el más alto y el segundo más largo del mundo. En Chile, hay una gran cantidad de centros de esquí y de deportes invernales.
Los Andes presentan condiciones óptimas para la realización de diversos deportes como el montañismo, el senderismo y el balsismo. El esquí, el tablanieve y otros deportes invernales están muy desarrollados en Argentina y Chile. En los Andes de Transición se encuentra la mayor concentración de centros de esquí del hemisferio sur, después de Nueva Zelanda.
Estos son algunos de los centros de esquí de los Andes:
ArgentinaAltos del Valle, Batea Mahuida, Caviahue, Cerro Bayo, Cerro Castor, cerro Catedral, Cerro Wayle, Chapelco, Complejo invernal Martial, La Hoya, Las Cotorras, Las Leñas, Llanos del Castor, Los Penitentes, Nunatak, Primeros Pinos, Solar del Bosque, Tierra Mayor, Valdelén, Vallecitos, Valle de los Huskies, Valle Hermoso
BoliviaChacaltaya
ChileAntillanca, Antuco, Cerro El Fraile, Cerro Mirador, Chapa Verde, Corralco, El Arpa, El Colorado, Farellones, La Parva, Las Araucarias, Los Arenales, Lagunillas, Portillo, Termas de Chillán, Valle Nevado, que posee una de las mayores áreas esquiables de América del Sur; Villarrica y volcán Osorno

## Antartandes

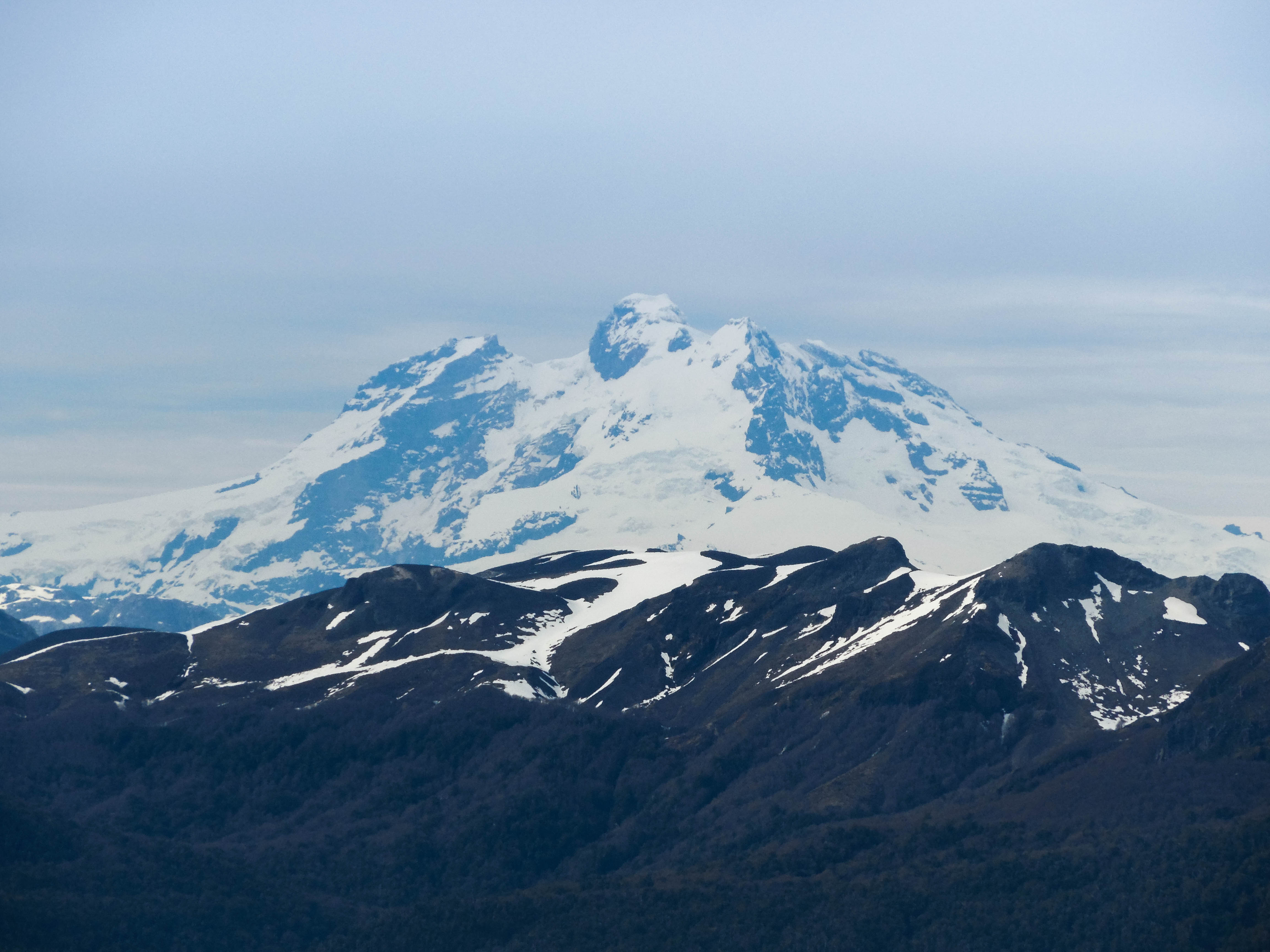
Cerro Tronador, entre Argentina y Chile

Los Andes se prolongan hacia el oriente de la isla de los Estados (Tierra del Fuego) formando una cordillera submarina denominada dorsal del Scotia, la cual solo logra aflorar por sobre las aguas oceánicas en las cumbres o sectores más elevados de la misma, generando de este modo islas, las cuales son llamadas Antillas del Sur: islas Aurora, Georgias del Sur, rocas Clerke, islas Sándwich del Sur, Orcadas del Sur y Shetland del Sur. Los Andes emergen nuevamente como cordón cordillerano en la Antártida con el nombre de Antartandes, la gran cadena montañosa de la península Antártica.
La altitud máxima de los Antartandes es el monte Coman con 3657 m s. n. m., en el segmento cordillerano llamado montes de la Eternidad; se destaca también el monte Esperanza con 2860 m s. n. m. Desde los Antartandes se extiende una ramificación hacia el suroeste conocida como montes Ellsworth, cordillera baja y en gran medida subglaciar que empalma a los Antartandes con la otra gran cordillera antártica: las montañas Transantárticas. En estos, más exactamente en el segmento llamado cordillera Diamante, se ubica la mayor altitud de la Antártida Argentina y el Territorio Antártico Británico, el nunatak monte Chiriguano con 3660 m s. n. m. Hacia el Polo Sur geográfico se encuentra la meseta Polar.

## Cumbres más altas
La mayor cumbre de la cordillera de los Andes es el Aconcagua que, con 6962 m s. n. m., es el segundo punto más alto del mundo después del asiático sistema de los Himalayas, además de ser la cumbre de mayor altitud de los hemisferios sur y occidental. Se ubica en la provincia argentina de Mendoza.
Argentina y Chile comparten los picos más altos de los Andes; entre ellos, el Nevado Ojos del Salado, el volcán más alto del mundo y la segunda cumbre más alta del continente — de los diez volcanes más altos del planeta, seis son compartidos entre Argentina y Chile, tres están en Argentina y uno en Bolivia. Estas cumbres son seguidas por la cordillera Blanca ubicada en el Perú, la cordillera Real de Bolivia y los Andes ecuatorianos.
En el sur de Perú, cerca del Cuzco, se encuentra la cordillera de Vilcanota, donde está ubicado el glaciar Quelccaya, el glaciar más extenso de toda la zona intertropical del mundo. Esta singularidad ha permitido estudiar en sus hielos los cambios climáticos ocurridos en el trópico desde la última era glaciar.
| #   | Altitud          | Nombre                     | Cordillera              | Ubicación                                             | País              |
| --- | ---------------- | -------------------------- | ----------------------- | ----------------------------------------------------- | ----------------- |
| 1°  | 6.962 m s. n. m. | Cerro Aconcagua            | Cordillera Frontal      | Provincia de Mendoza                                  | Argentina         |
| 2°  | 6.891 m s. n. m. | Nevado Ojos del Salado     | Puna de Atacama         | Provincia de Catamarca Región de Atacama              | Argentina · Chile |
| 3°  | 6.795 m s. n. m. | Monte Pissis               | Puna de Atacama         | Provincia La Rioja Provincia de Catamarca             | Argentina         |
| 4°  | 6.770 m s. n. m. | Cerro Mercedario           | Cordillera de la Ramada | Provincia de San Juan                                 | Argentina         |
| 5°  | 6.760 m s. n. m. | Cerro Bonete Chico         | Puna de Atacama         | Provincia de La Rioja                                 | Argentina         |
| 6°  | 6.757 m s. n. m. | Nevado Huascarán           | Cordillera Blanca       | Departamento de Áncash                                | Perú              |
| 7°  | 6.748 m s. n. m. | Nevado Tres Cruces Sur     | Puna de Atacama         | Provincia de Catamarca Región de Atacama              | Argentina · Chile |
| 8°  | 6.740 m s. n. m. | Volcán Llullaillaco        | Puna de Atacama         | Provincia de Salta Región de Antofagasta              | Argentina · Chile |
| 9°  | 6.658 m s. n. m. | Volcán Walther Penck       | Puna de Atacama         | Provincia de Catamarca                                | Argentina         |
| 10° | 6.642 m s. n. m. | Volcán Incahuasi           | Puna de Atacama         | Provincia de Catamarca Región de Atacama              | Argentina · Chile |
| 11° | 6.635 m s. n. m. | Nevado Yerupajá            | Cordillera Huayhuash    | Departamento de Áncash                                | Perú              |
| 12° | 6.629 m s. n. m. | Nevado Tres Cruces Central | Puna de Atacama         | Región de Atacama                                     | Chile             |
| 13° | 6.570 m s. n. m. | Volcán Tupungato           | Cordillera Frontal      | Provincia de Mendoza Región Metropolitana de Santiago | Argentina · Chile |
| 15° | 6.542 m s. n. m. | Nevado Sajama              | Cordillera Occidental   | Departamento de Oruro                                 | Bolivia           |
| 16° | 6.501 m s. n. m. | Volcán Ata                 | Puna de Atacama         | Provincia de Catamarca Región de Atacama              | Argentina · Chile |

| Altitud          | Nombre                 | Cordillera            | Ubicación                                | País              |
| ---------------- | ---------------------- | --------------------- | ---------------------------------------- | ----------------- |
| 6.962 m s. n. m. | Cerro Aconcagua        | Cordillera Frontal    | Provincia de Mendoza                     | Argentina         |
| 6.891 m s. n. m. | Nevado Ojos del Salado | Puna de Atacama       | Provincia de Catamarca Región de Atacama | Argentina · Chile |
| 6.757 m s. n. m. | Nevado Huascarán       | Cordillera Blanca     | Departamento de Áncash                   | Perú              |
| 6.542 m s. n. m. | Nevado Sajama          | Cordillera Occidental | Departamento de Oruro                    | Bolivia           |
| 6.285 m s. n. m. | Volcán Chimborazo      | Cordillera Occidental | Provincia de Chimborazo                  | Ecuador           |
| 5.410 m s. n. m. | Ritacuba Blanco        | Cordillera Oriental   | Boyacá                                   | Colombia          |
| 4.980 m s. n. m. | Pico Bolívar           | Cordillera de Mérida  | Estado Mérida                            | Venezuela         |

## Pasos de montaña más altos
Sería de gran dificultad hacer una lista de los puertos de montaña más elevados de los países andinos dado el gran número de ellos. Por tanto, se hará una lista de los más altos por país ordenados de mayor a menor altitud, según los datos obtenidos en el día de hoy. Se hará discriminación entre puertos pavimentados y no pavimentados, siendo la mayoría de ellos caminos de ripio transitables por coches 4x4.
| Puerto de montaña    | País      | Pavimentado | Carretera                      | Altitud |                    |
| -------------------- | --------- | ----------- | ------------------------------ | ------- | ------------------ |
| Paso de Sairecabur   | Chile     | No          |                                | 5530    | Paso de Sairecabur |
| Abra Huayta          | Perú      | No          | AR-661                         | 5320    | Paso de Sairecabur |
| Abra Wallatani       | Bolivia   | No          |                                | 5230    | Paso de Sairecabur |
| Paso de las Tórtolas | Argentina | No          |                                | 5080    | Paso de Sairecabur |
| Alto de Mifafí       | Venezuela | No          | Carretera Valle de Mifafí      | 4415    | Paso de Sairecabur |
| Alto de Salinas      | Ecuador   | No          |                                | 4345    | Paso de Sairecabur |
| Alto de Ventanas     | Colombia  | No          | Carretera Murillo-La Esperanza | 40451   | Paso de Sairecabur |

()1: Está en proceso la pavimentación de la carretera. Apenas se ampliará la carretera para prohibir el paso de vehículos pesados. En definitiva, se busca un corredor turístico para no afectar a la sostenibilidad del Nevado del Ruíz dada su cercanía.

## Diversidad biológica
Consta que el ser humano habitó la zona desde hace 12 000 años, poco después de su llegada a América.

### Flora
La flora de la cordillera de los Andes comprende especialmente a la provincia fitogeográfica Altoandina, una de las secciones en que se divide el dominio fitogeográfico Andino-Patagónico. Esta provincia fitogeográfica se extiende sobre los Andes y las cumbres de cordilleras próximas a este cordón, desde la cordillera andina de Venezuela y Colombia, a lo largo del oeste de Sudamérica, hasta la isla de los Estados. Su flora se caracteriza por presentar formaciones de estepas herbáceas, en su mayor parte, aunque también se presentan pequeños arbustales en lugares reparados. Dominan gramíneas xerófilas y dicotiledóneas rastreras o en cojín, con numerosos géneros endémicos.

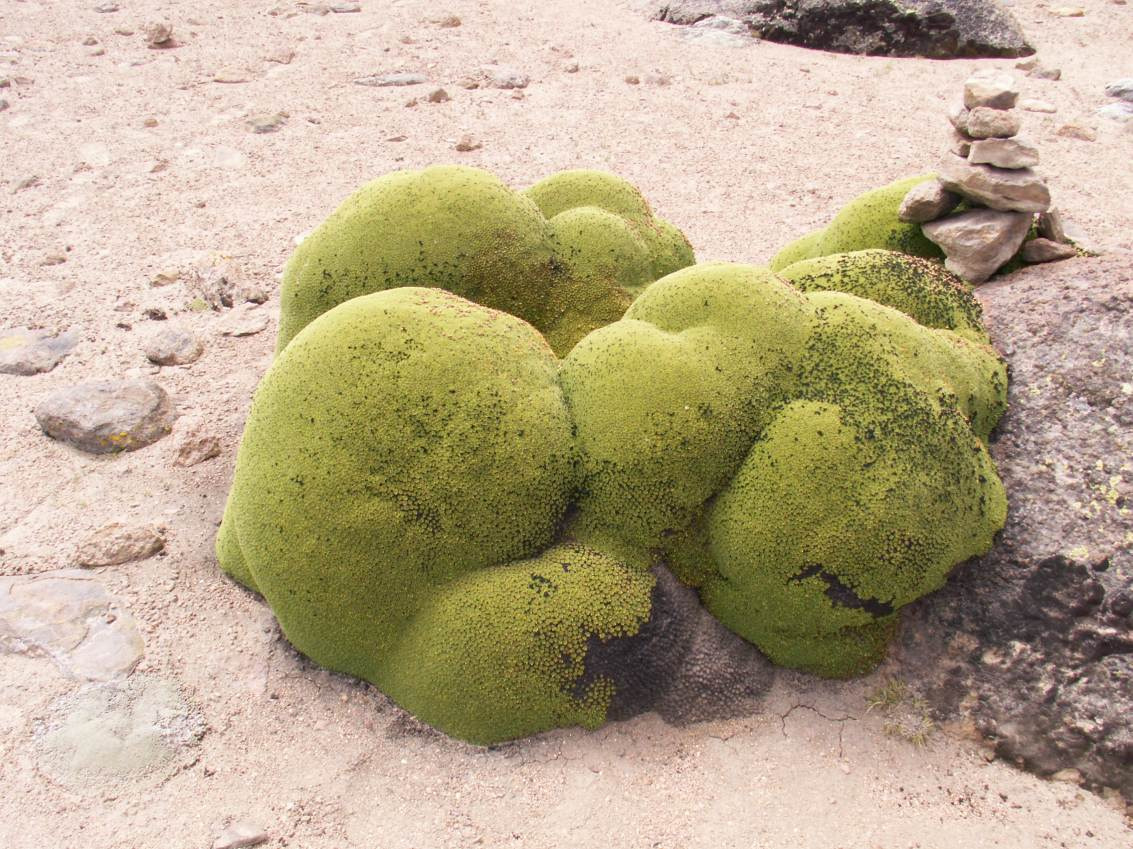
Yareta (Azorella sp.)
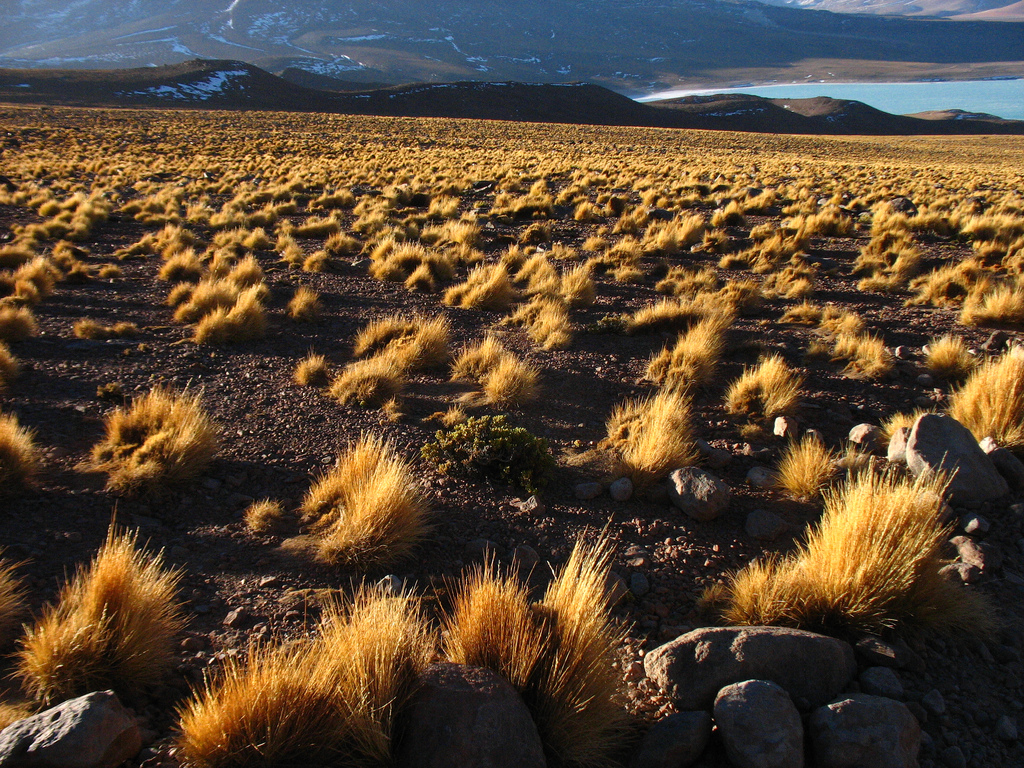
Pajonal de ichu (Stipa ichu).
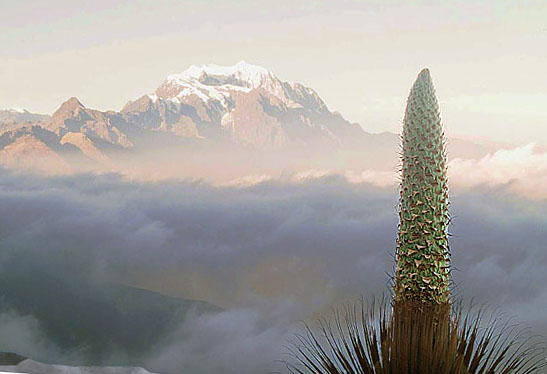
Bromelias (bromeliceae)

### Fauna
Entre las especies faunísticas características destacan los camélidos sudamericanos. De ellos, el guanaco es el más extendido, viviendo sobre los Andes desde Perú hasta la isla Grande de Tierra del Fuego. En los Andes centrales habita la vicuña, la cual convive con dos especies domésticas: la llama y la alpaca. Todos estos artiodáctilos son predados por el puma y el zorro colorado o culpeo, que prefiere cazar vizcachas de la sierra. Sin embargo, es el cóndor andino el animal arquetípico de esta cordillera, que la habita en su totalidad, desde Venezuela hasta el extremo austral. Los lagos y humedales presentan una alta diversidad de aves acuáticas, la mayoría de ellas son endémicas de las altitudes andinas, destacando la cohabitación de tres especies de flamencos.
Existe una gran cantidad de especies de mariposas endémicas en los Andes. Particularmente el género Catasticta (familia piéride), familia Lycaenidae y las mariposas negras andinas (subtribu Pronophilina, familia Nymphalidae). Con casi un millar de especies, de las cuales aproximadamente 2/3 son endémicas de la región, los Andes son la región más importante del mundo para los anfibios. La diversidad de animales en los Andes es alta, con casi 600 especies de mamíferos (13% endémicas), más de 1700 especies de aves (aproximadamente 1/3 endémicas), más de 600 especies de reptiles (aproximadamente 45% endémicas) y casi 400 especies de peces (aproximadamente 1/3 endémicas).

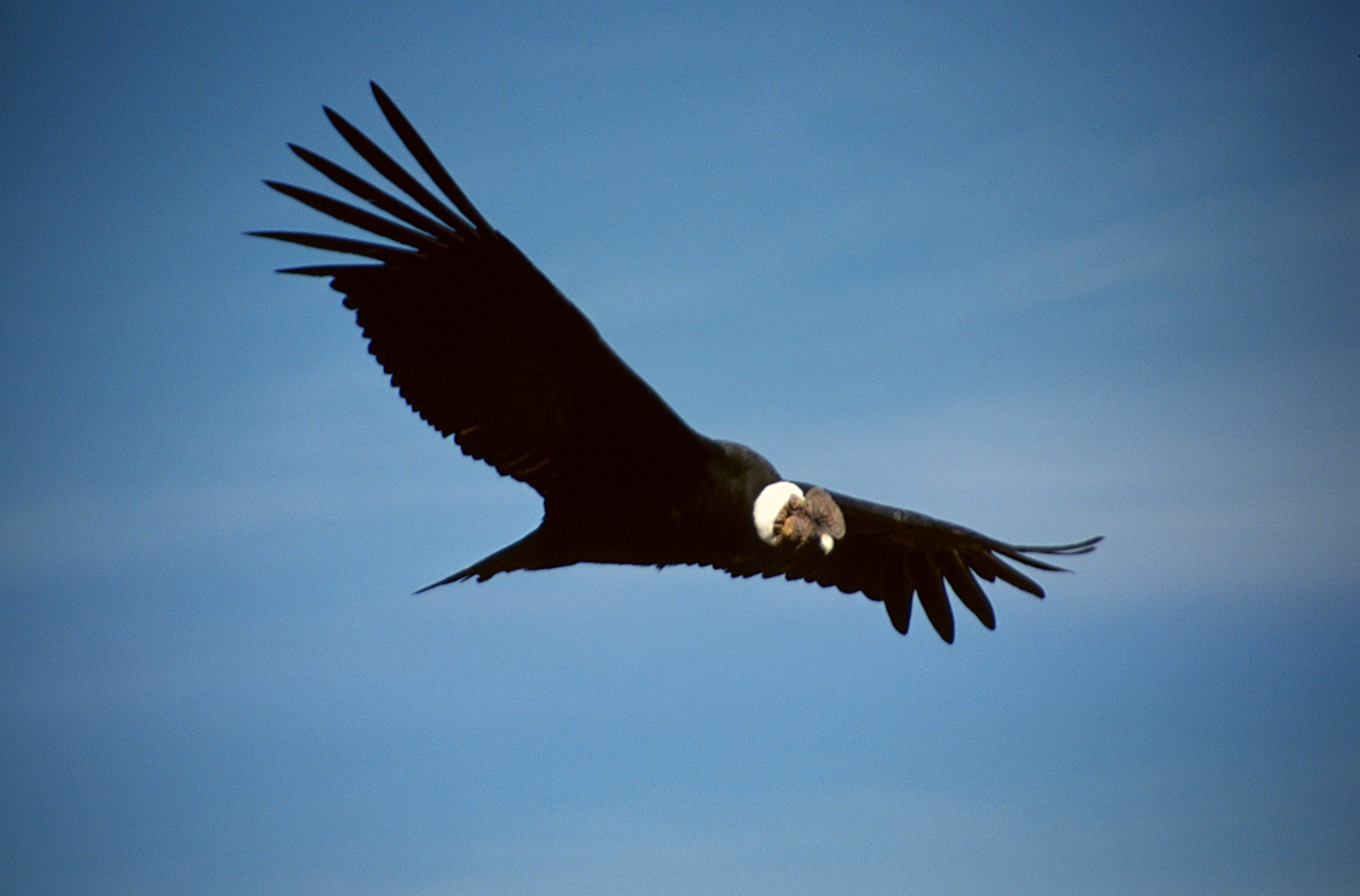
Cóndor andino (Vultur gryphus)
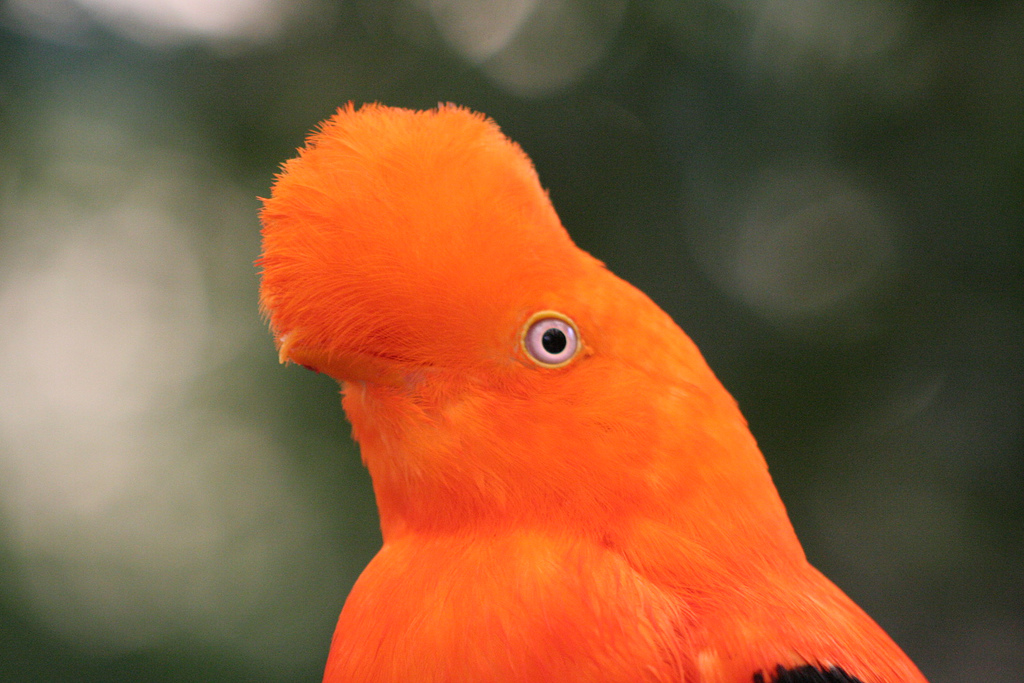
Gallito de las rocas (Rupicola peruvianus)
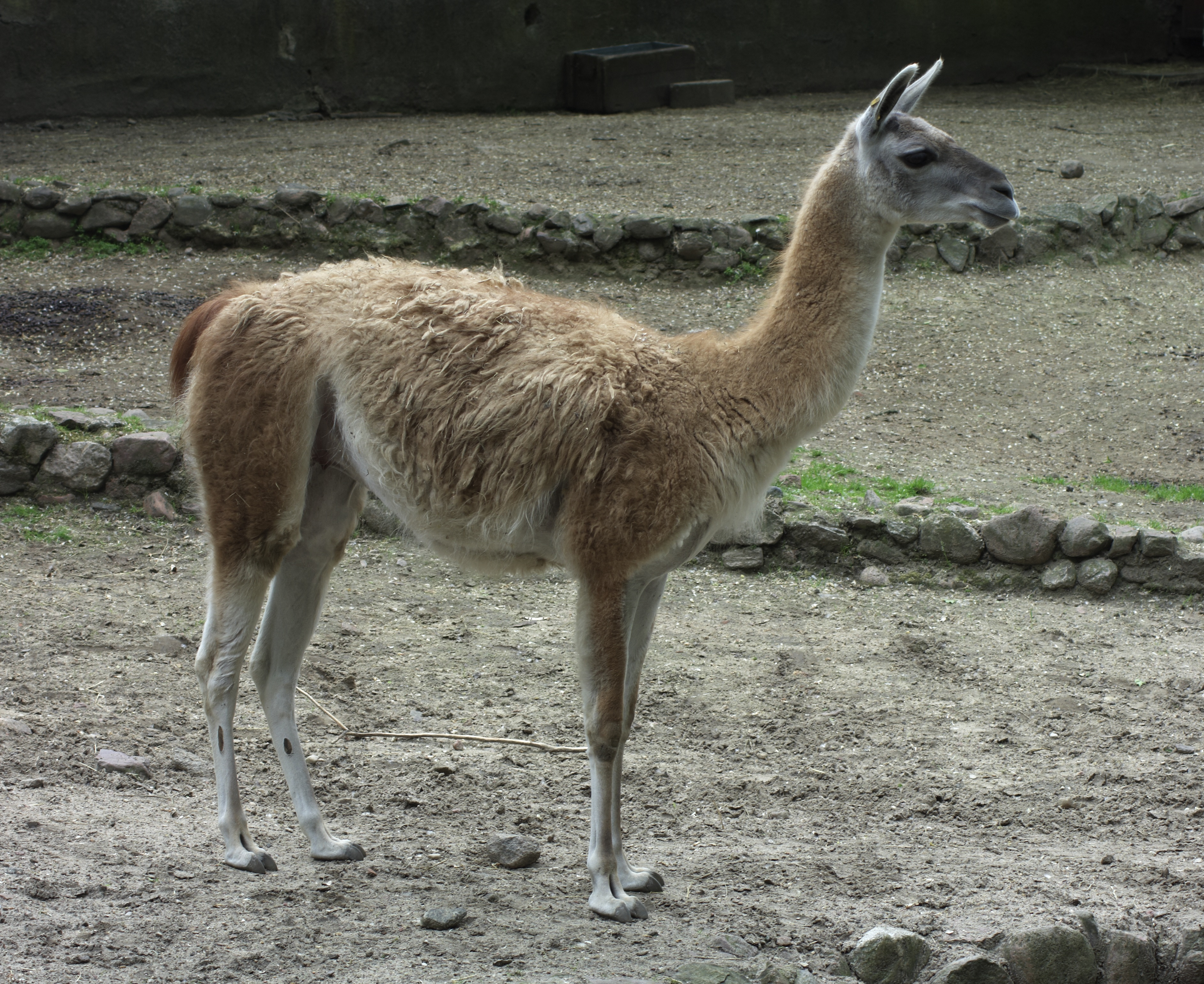
Guanaco (Lama guanicoe)
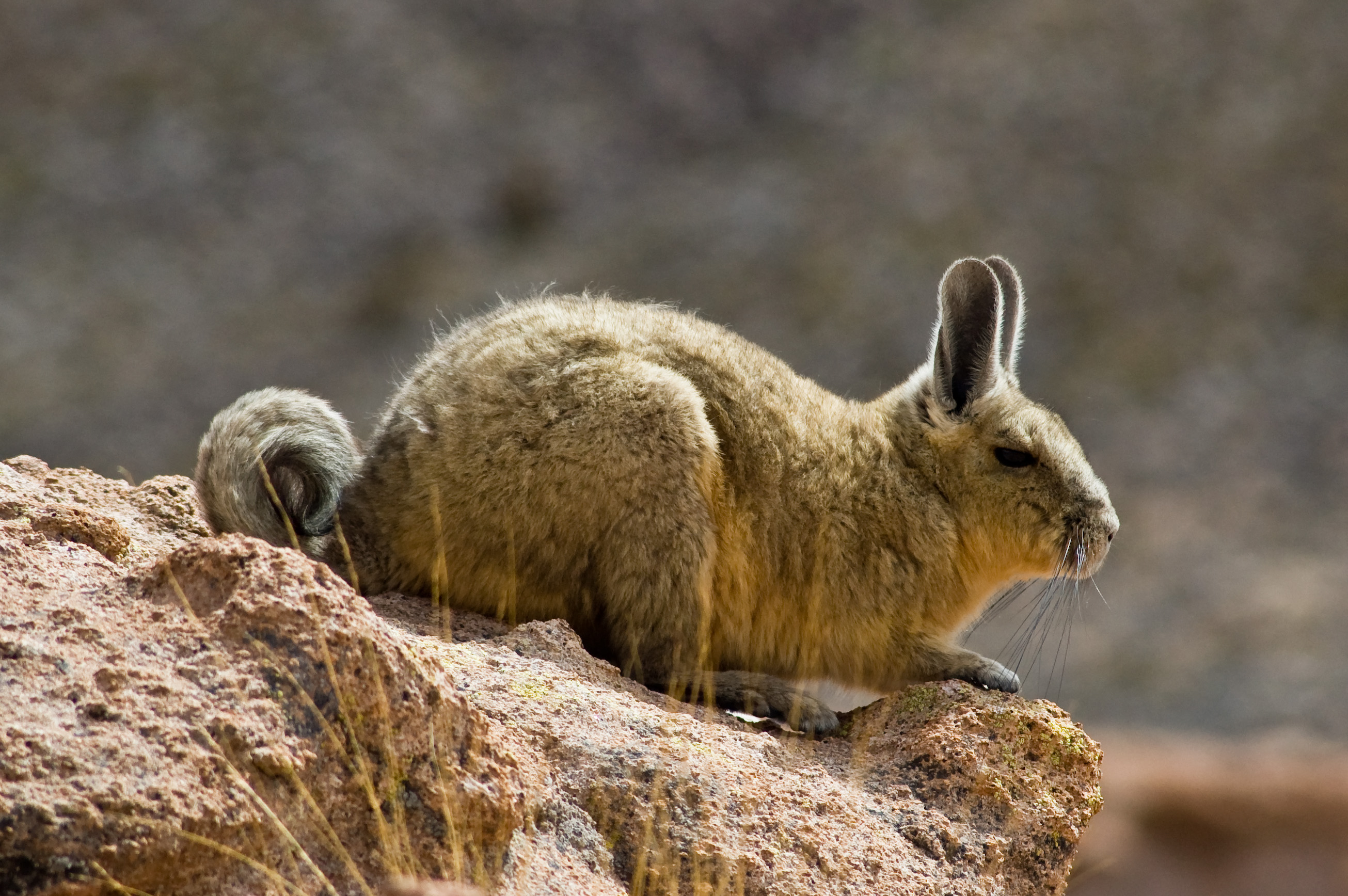
Vizcacha de la sierra (Lagidium viscacia)
Puma (Puma concolor)
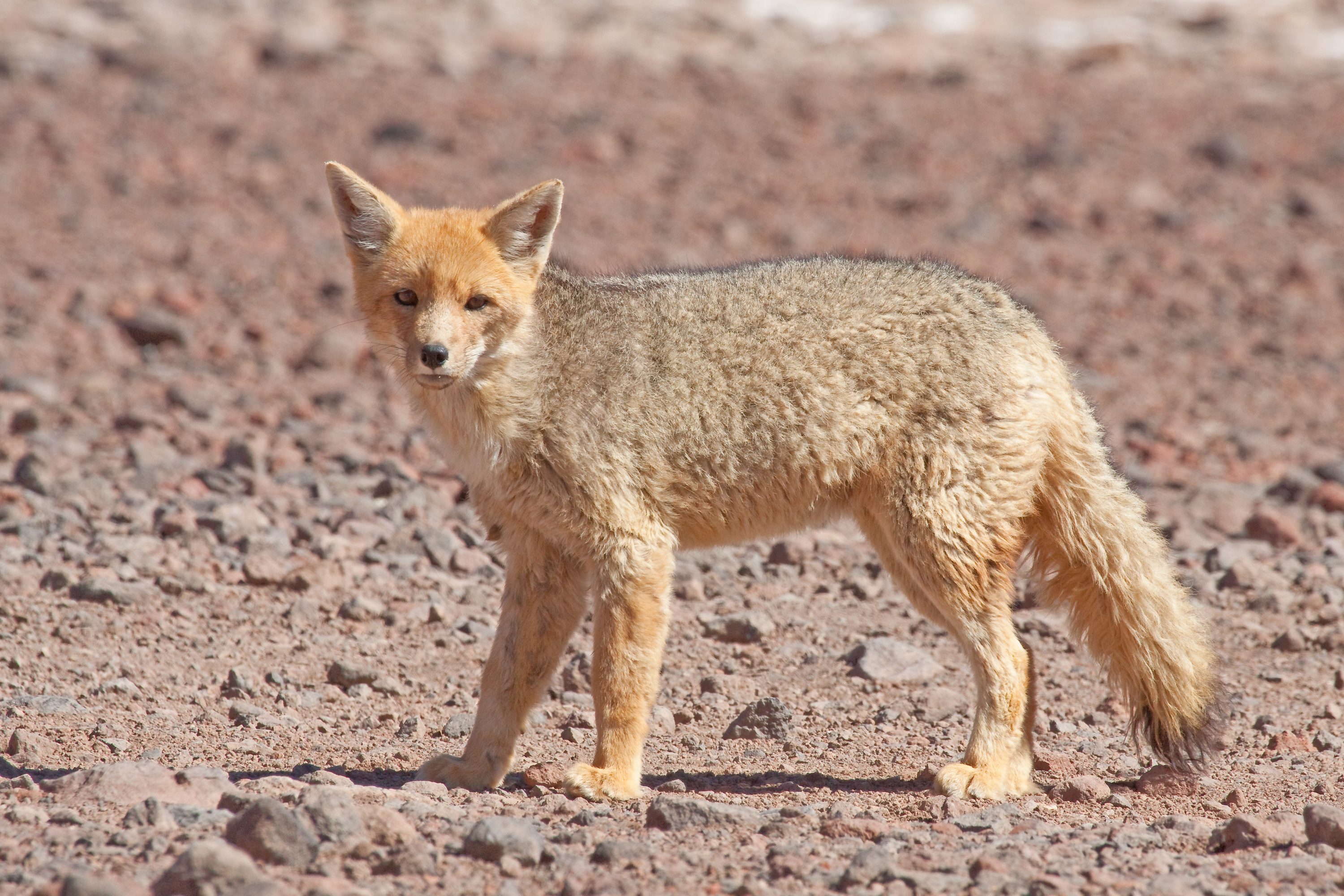
Zorro colorado o culpeo (Lycalopex culpaeus)
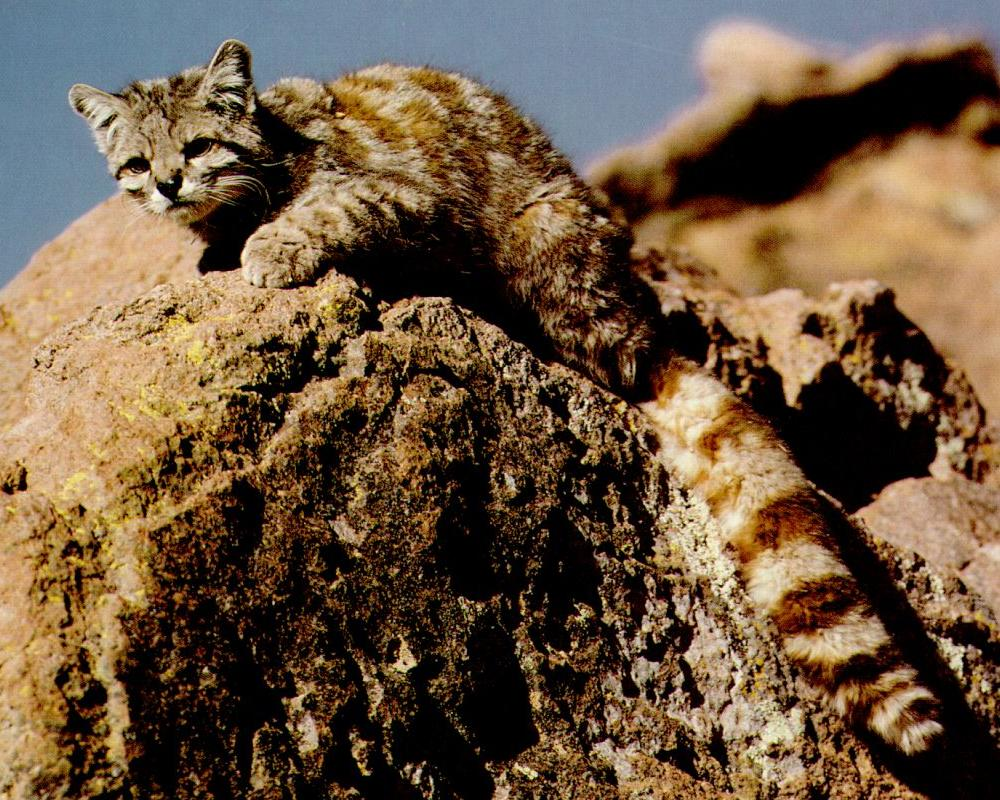
Gato andino (leopardus jacobita)
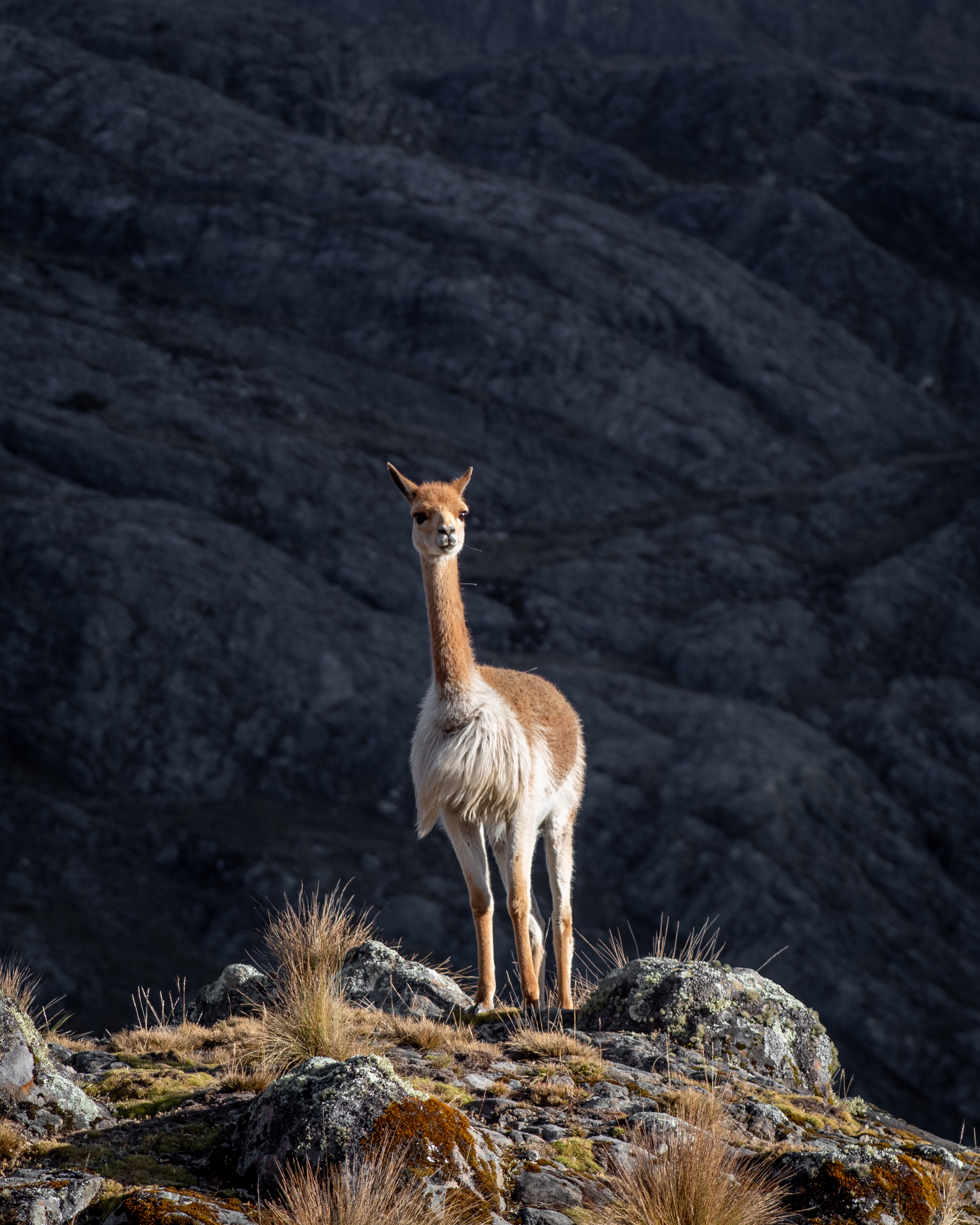
Vicuña (lama vicugna)
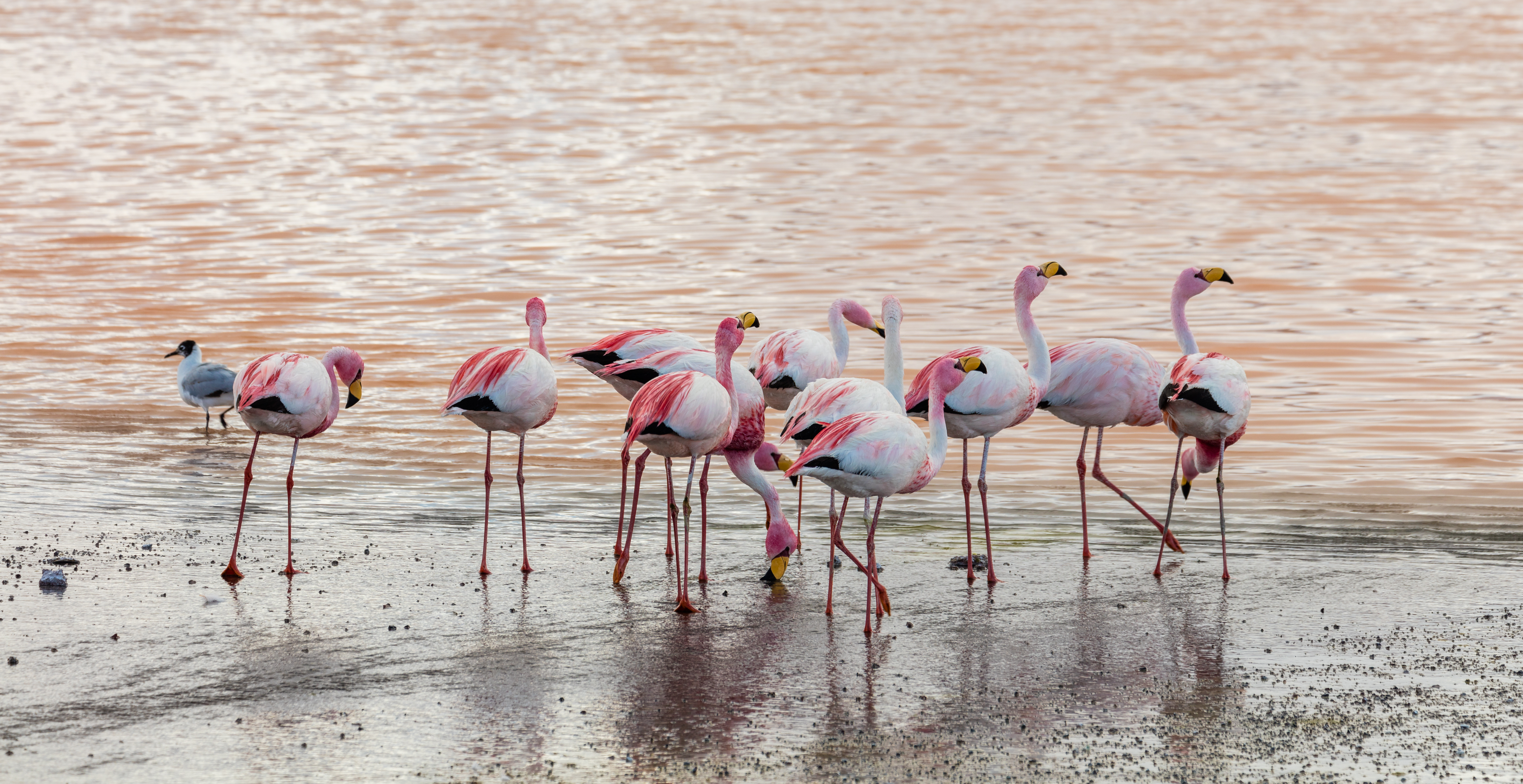
Flamencos de James (phoenicoparrus jamesi)